# Saint-Martin-de-Crau
Pour les articles homonymes, voir Saint-Martin.
Saint-Martin-de-Crau est une commune française située dans le département des Bouches-du-Rhône, en région Provence-Alpes-Côte d'Azur. Ses habitants sont les Saint-Martinois ou les Cravens .
Créée par distraction de la commune d'Arles en 1925 et dotée d'une superficie de 214,87 km2, Saint-Martin-de-Crau est la treizième commune la plus étendue de France métropolitaine (donnée Insee), la quatrième des Bouches-du-Rhône, après Arles, Saintes-Maries-de-la-Mer et Marseille. Au recensement de 2017, la commune comptait une population de 13 385 habitants, ce qui en fait la 22e par ordre de population dans les Bouches-du-Rhône.
Au cours du XXe siècle, et particulièrement depuis les années 1970, la population de la commune s'est considérablement accrue. Le développement industriel de Saint-Martin-de-Crau et sa région en est l'explication. L'installation de l'entreprise sidérurgique Solmer, à Fos-sur-Mer, a provoqué l'arrivée d'une importante population, originaire notamment de Lorraine, sur le territoire de Saint-Martin-de-Crau. Plus récemment, le développement rapide de la principale zone industrielle de la commune, créant en quelques années plus de 1 500 emplois, a généré aussi l'arrivée de nombreuses familles. Le développement urbain de Saint-Martin se poursuit donc avec la création de plusieurs lotissements d'habitations et d'infrastructures liées à cette évolution.

## Géographie

Représentations cartographiques de la commune
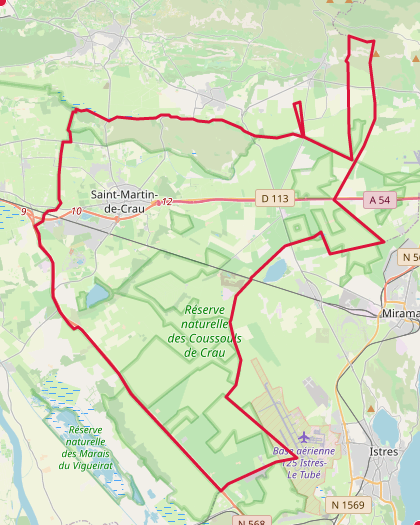
Carte OpenStreetMap.
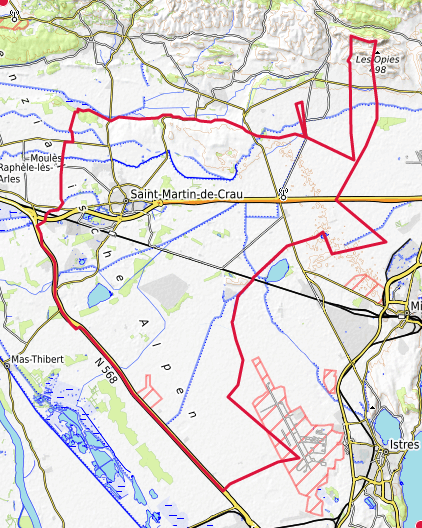
Carte topographique.

### Localisation

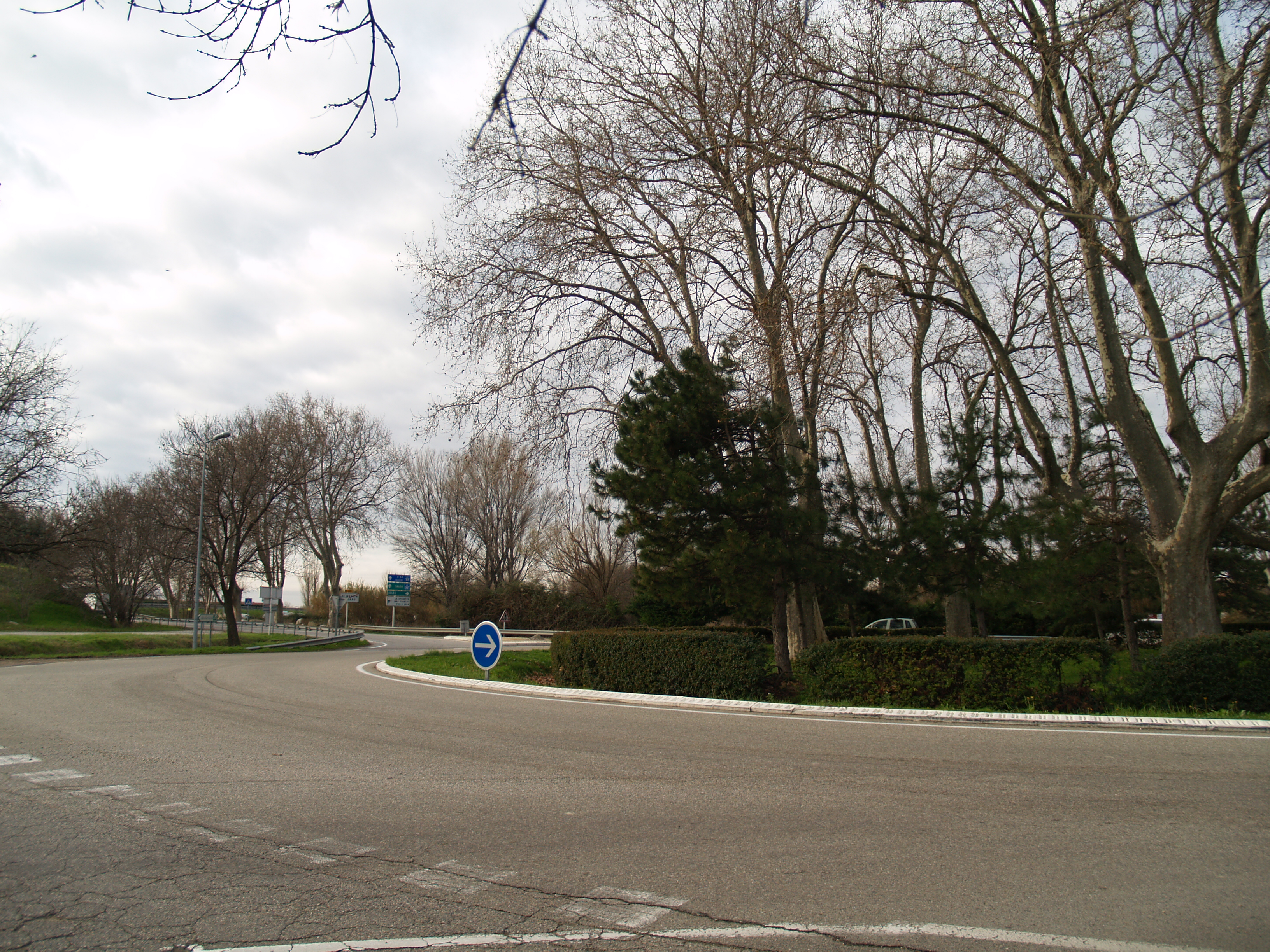
Rond-point d'entrée de la ville par le sud.

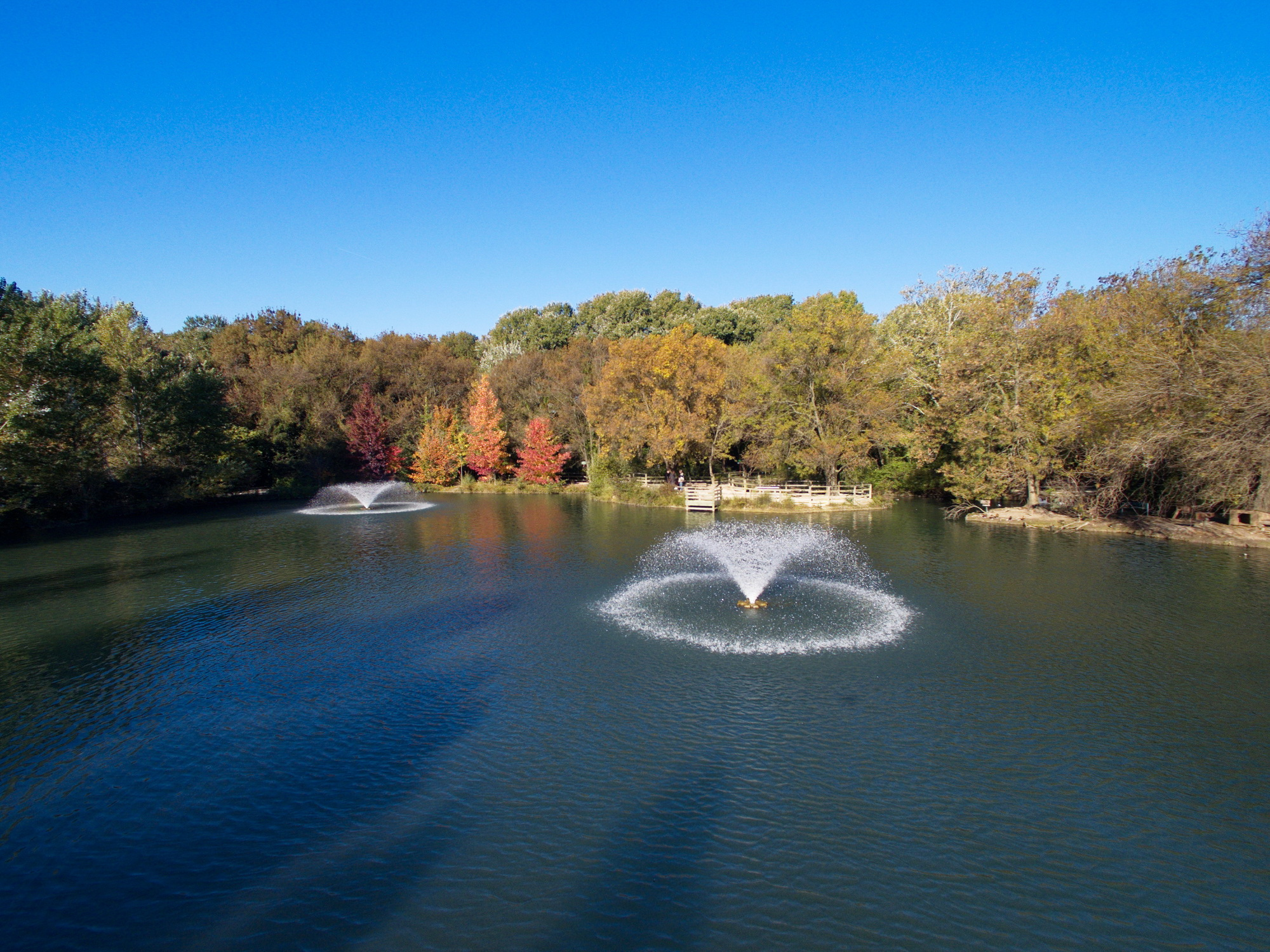
Plan d'eau de l'Arborétum

Saint-Martin-de-Crau se situe dans la partie nord de la Crau, à mi-chemin entre Salon-de-Provence et Arles. La commune dont elle est la plus proche, Mouriès, se situe à sept kilomètres. Maussane-les-Alpilles et Paradou, au nord, se trouvent à neuf kilomètres, tandis que les Baux-de-Provence sont à douze kilomètres du centre de Saint-Martin.
La lisière nord de la commune peut être considérée comme une partie des Alpilles, notamment le massif de Santa Fé et de Chambremont, aussi dénommé massif des Costières, qui marque la frontière entre Saint-Martin-de-Crau et les anciens marais des Baux. C'est la seule partie du territoire de Saint-Martin ne faisant pas partie de la Crau. À l'est, le Grand Brahis marque la frontière avec les communes d'Aureille et d'Eyguières
La plus grande partie de la commune de Saint-Martin se situe en Crau. Cette Crau est divisée en deux, la Crau sèche et la Crau humide, où est cultivé le foin de Crau. La Crau est une zone étendue de steppe aride constituant le seul biome steppique d'Europe occidentale. Cette zone immense fait de Saint-Martin-de-Crau la cinquième commune de France métropolitaine pour ce qui est de la superficie. Seule l'extrême partie nord de la commune, le plateau des Costières, appartient au massif des Alpilles, ce qui permet à Saint-Martin-de-Crau d'être une des seize communes du Parc naturel régional des Alpilles.
La ville est une ville fleurie (niveau trois fleurs) par le Conseil National des villes et villages fleuries de France.

### Communes limitrophes
Les communes limitrophes sont  Arles, Aureille, Eyguières, Fos-sur-Mer, Istres, Maussane-les-Alpilles, Miramas, Mouriès, Paradou et Salon-de-Provence.
| Arles | Mouriès              | Mouriès |
| Arles | Saint-Martin-de-Crau | Istres  |
| Arles | Arles                | Istres  |

### Géologie
Les premières glaciations provoquent, depuis Lamanon, la survenue d'un delta qui s'étend jusqu'à Arles et Fos-sur-Mer. Dans le même temps, des roches venues des Alpes sont déposées par la Durance sur la Crau,. L'ouverture d'une faille entre les Alpilles et le Luberon lors de la glaciation du Würm permet l'évacuation des eaux de la Crau. La Durance va faire son lit plus au nord, sur son emplacement actuel. Il reste, aujourd'hui encore, cinquante centimètres de galets de la Durance à la surface du sol de la Crau, donnant au territoire de Saint-Martin-de-Crau une originalité sans équivalent. La couleur rouge du sol provient de la ferrugination de ces terres non calcaires. Passés ces cinquante centimètres de galets apparaît sur plusieurs mètres une couche de poudingue (ou taparas), cimentée par les écoulements calcaires. Cette couche est quasi imperméable et les racines de végétaux ne peuvent généralement la passer, ce qui explique la présence d'une steppe aride en surface, malgré l'abondance des nappes phréatiques peu profondes alimentées par les eaux d'irrigation des prairies de foin de Crau.

### Sismicité
À la suite du décret du 14 mai 1991 définissant le zonage sismique de la France, les Bouches-du-Rhône ont été découpés de la manière suivante :
- zone II, zone qui correspond à une « sismicité moyenne » : les cantons de Lambesc, Peyrolles-en-Provence et Salon-de-Provence, tous trois de l'arrondissement d’Aix-en-Provence ;
- zone Ib, zone qui correspond à une « sismicité faible » : les cantons d'Aix-en-Provence et Trets de l'arrondissement d’Aix-en-Provence, les cantons d'Eyguières et Orgon de l'arrondissement d'Arles et les cantons de Berre-l'Etang, Istres-Nord et Istres-Sud de l'arrondissement d'Istres ;
- zone Ia, zone qui correspond à une « sismicité très faible » : tous les autres cantons de l'arrondissement d’Aix-en-Provence, les cantons d'Arles-Est, Châteaurenard et Saint-Rémy-de-Provence de l'arrondissement d'Arles, les cantons de Marignane, Martigues-Est et Martigues-Ouest de l'arrondissement d'Istres, et enfin le canton de Roquevaire de l'arrondissement de Marseille ;
- zone 0, zone qui correspond à une « sismicité négligeable » : tous les autres.

### Hydrographie

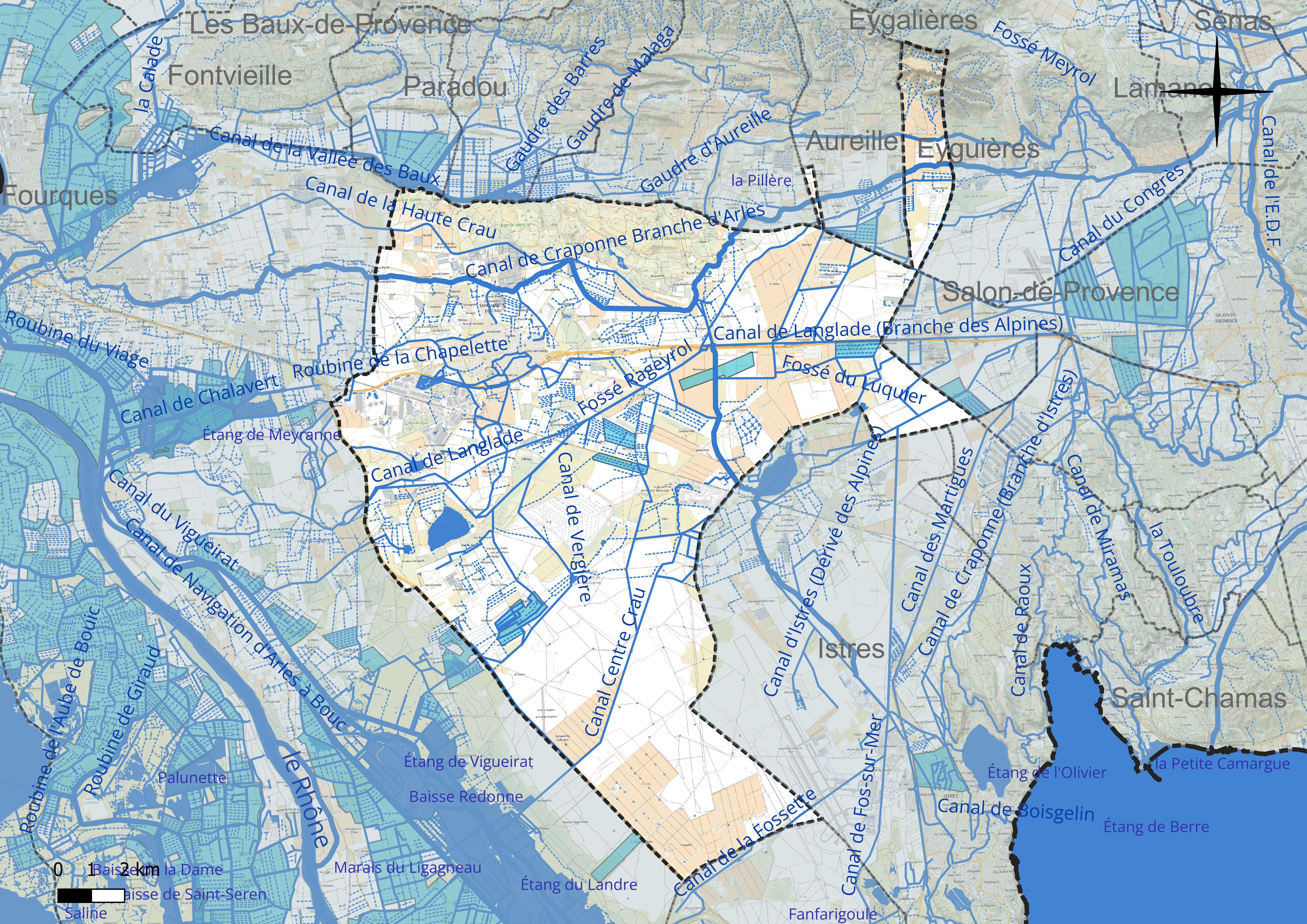
Réseau hydrographique de Saint-Martin-de-Crau.

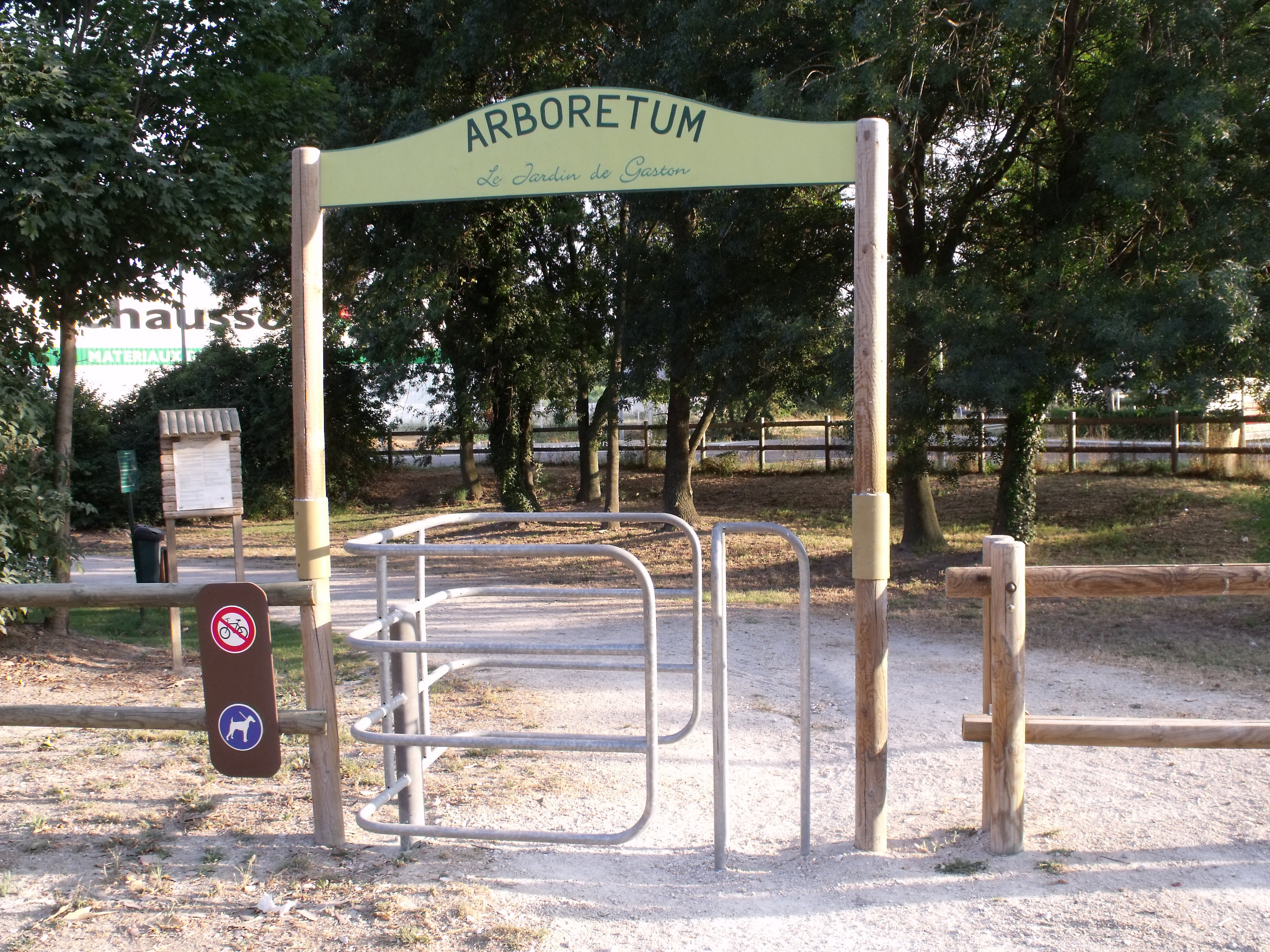
Entrée de l'arboretum « Le Jardin de Gaston ».

Saint-Martin-de-Crau est situé sur d'anciennes zones marécageuses. L'urbanisation a permis de gagner sur les marais, Le Petit Saint Martin,la ZAC du Cabrau, la ZAC de la Chapelette et les Ferrades en sont les principaux exemples. La commune est traversée par la Chapelette, cours d'eau qui prend sa source au Petit Mas de Paul et à la Lieutenante et qui se jette dans les marais de Meyranne sur la commune d'Arles. On note également la présence de deux étangs situés au sud de la commune, l'étang des Aulnes, le plus réputé, et l'étang de la Dynamite situé dans l'enceinte d'EPC, ils sont d'importantes réserves ornithologiques.
- L'étang des Aulnes. L'étang des Aulnes est un des trois sites du Néolithique recensés en Crau[Note 1],[11]. Sur les rives de l'étang des Aulnes se trouve un domaine de trois cents hectares appartenant depuis 1988 au Conseil Départemental des Bouches-du-Rhône[12] et dont la construction remonte à 1213.
- L'étang de la Baisse-de-Raillon. À l'ouest, l'étang de la Baisse-de-Raillon est visible depuis la RN113.
- Les lacs artificiels. Dans la ville de Saint-Martin-de-Crau coexistent deux lacs artificiels qui, outre l'agrément qu'ils procurent aux riverains, servent aussi de déversoir en cas de fortes précipitations. Le lac du Domaine-du-Lac est le plus ancien. Il est alimenté par un cours d'eau et appartient au domaine public de la commune depuis 2007[13]. L'autre, le lac de l'arboretum « Le jardin de Gaston », a été créé en juin 2004[14].
- Canal de Craponne. En 1554, un arrêté du Parlement de Provence, confère à Adam de Craponne  le droit de détourner les eaux de la Durance jusqu'à Salon, et de là, jusqu'à la mer. Adam de Craponne construisit entre 1557 et 1558 le canal qui porte son nom, qui permit d'irriguer la Crau avec de l'eau provenant de la Durance. Craponne finança personnellement les travaux, mais dut également faire des emprunts, notamment auprès de Nostradamus. C'est grâce à l'irrigation gravitaire issue du canal de Craponne, que la Crau  devient au XIXe siècle un espace de conquête agricole la Crau humide. Les productions fourragères, maraîchères et l'arboriculture se développent dans la partie nord de la commune, contrastant avec les coussouls de Crau sèche.

### Climat
Pour des articles plus généraux, voir Climat de Provence-Alpes-Côte d'Azur et Climat des Bouches-du-Rhône.
En 2010, le climat de la commune est de type climat méditerranéen franc, selon une étude du Centre national de la recherche scientifique s'appuyant sur une série de données couvrant la période 1971-2000. En 2020, Météo-France publie une typologie des climats de la France métropolitaine dans laquelle la commune est exposée à un climat méditerranéen et est dans la région climatique  Provence, Languedoc-Roussillon, caractérisée par une pluviométrie faible en été, un très bon ensoleillement (2 600 h/an), un été chaud (21,5 °C), un air très sec en été, sec en toutes saisons, des vents forts (fréquence de 40 à 50 % de vents > 5 m/s) et peu de brouillards. 
Pour la période 1971-2000, la température annuelle moyenne est de 14,5 °C, avec une amplitude thermique annuelle de 16,9 °C. Le cumul annuel moyen de précipitations est de 621 mm, avec 5,7 jours de précipitations en janvier et 2 jours en juillet. Pour la période 1991-2020, la température moyenne annuelle observée sur la station météorologique de Météo-France la plus proche, « Arles », sur la commune d'Arles à 15 km à vol d'oiseau, est de 15,2 °C et le cumul annuel moyen de précipitations est de 569,6 mm. 
La température maximale relevée sur cette station est de 42,8 °C, atteinte le 28 juin 2019 ; la température minimale est de −12 °C, atteinte le 5 février 1963,,. 
Les paramètres climatiques de la commune ont été estimés pour le milieu du siècle (2041-2070) selon différents scénarios d'émission de gaz à effet de serre à partir des nouvelles projections climatiques de référence DRIAS-2020. Ils sont consultables sur un site dédié publié par Météo-France en novembre 2022.

### Flore et faune

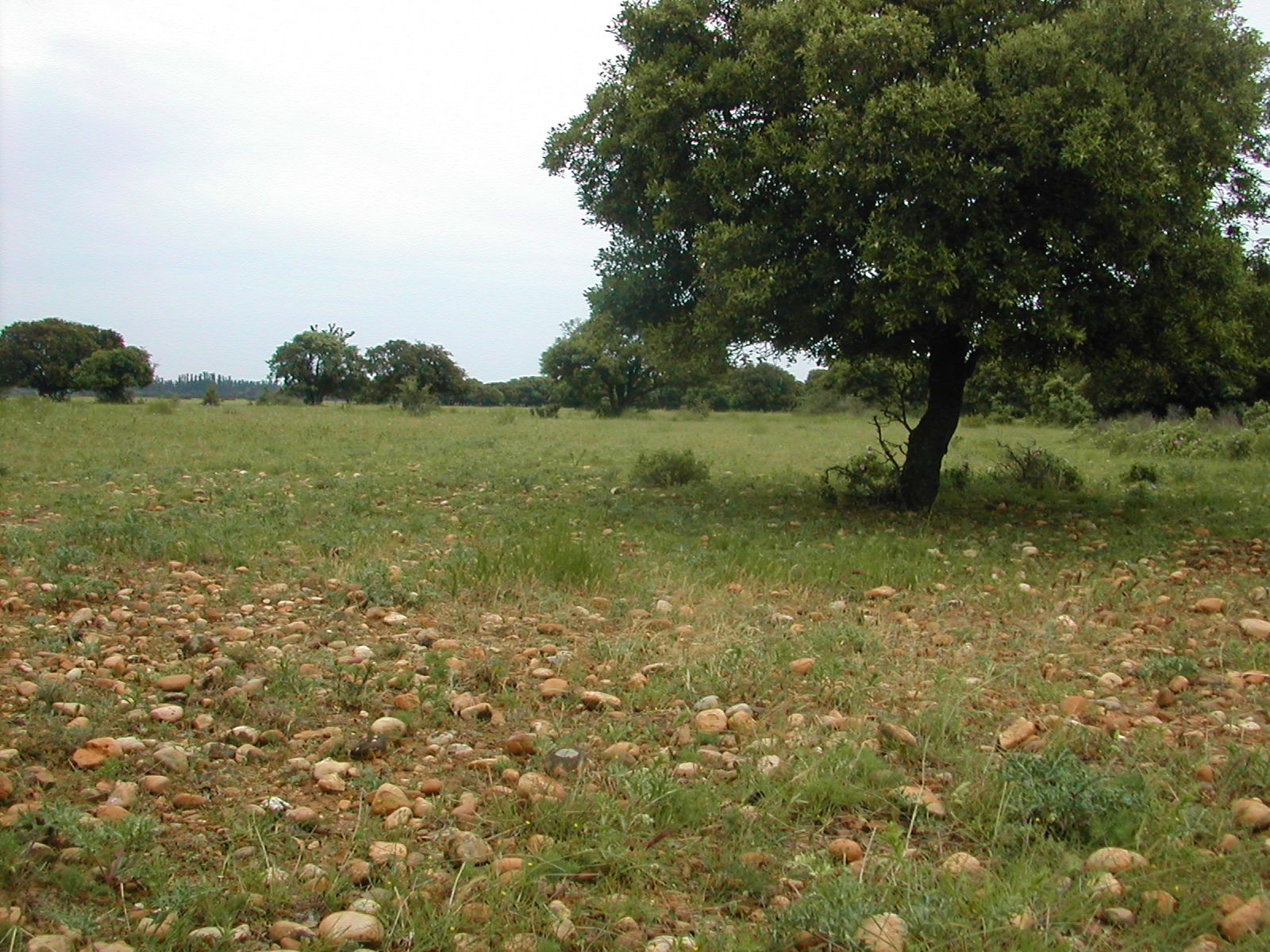
Paysage de coussoul, sur le territoire de Saint-Martin-de-Crau.

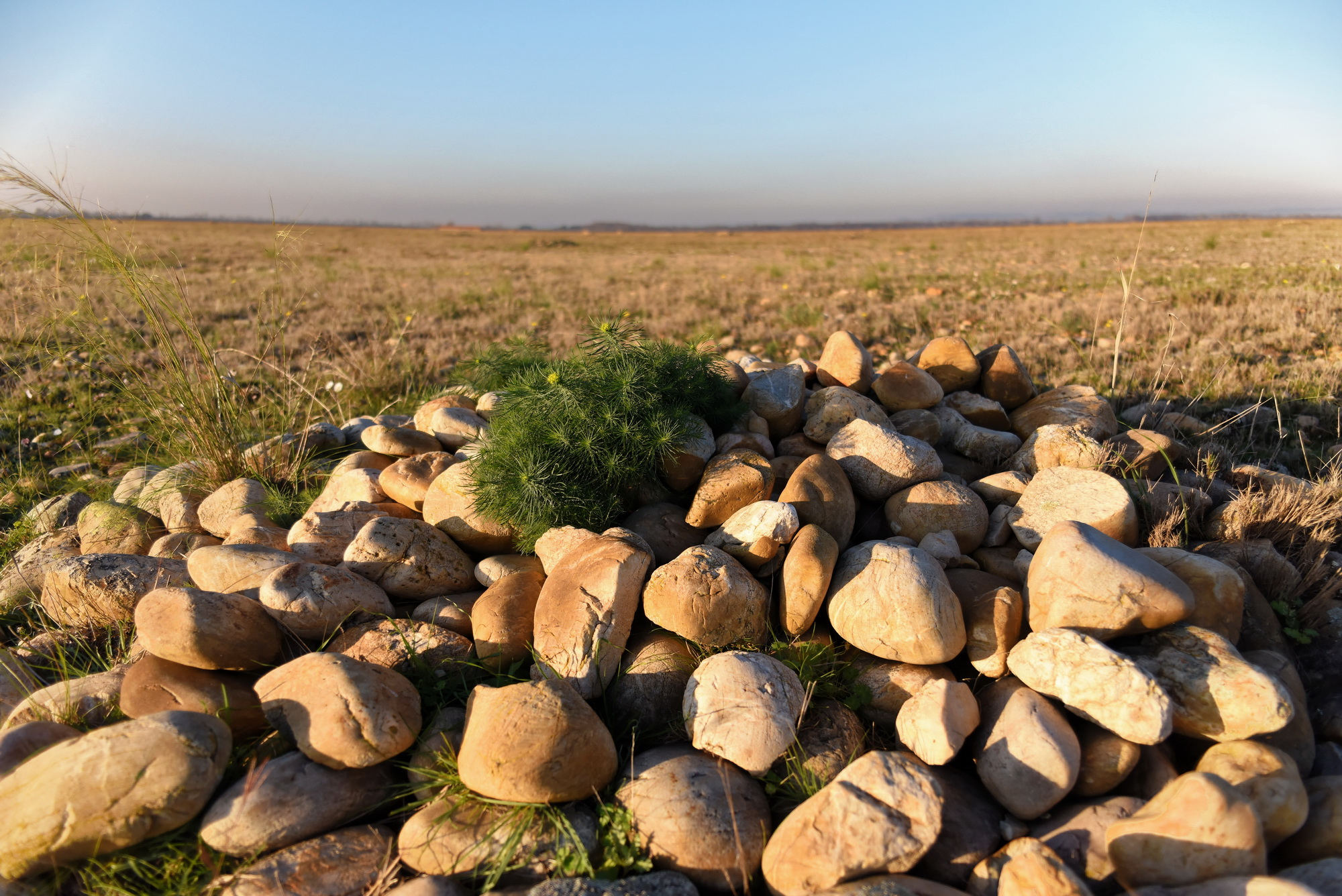
Coussoul de Crau

La flore de la plaine de la Crau se rapproche de celle des étendues steppiques que l'on observe en Afrique du Nord et dans les montagnes d'Espagne, dont le climat et surtout les conditions de pâturage sont assez similaires. Les plantes les plus caractéristiques sont l'asphodèle (Asphodelus ayardii) et la stipe (Stipa capillata) qui s'associent harmonieusement. est très bien développée et constitue en Crau sèche une association particulière appelé l'asphodeletum fistulosi.
L'ensemble de la flore cravine associée à son sol est dénommé « coussoul ». On note des variations de flore entre le nord de la Crau (limite méridionale de Saint-Martin-de-Crau), plus humide, et le sud, plus sec et aride. Les plantes annuelles y sont très présentes (50 % de plantes à graines).
Dans les zones où le sol n'est pas constitué de poudingue affleurant, le chêne vert est caractéristique du paysage saint-martinois. Il abonde d'autant plus qu'il a quasiment cessé d'être utilisé comme bois de chauffage.

## Urbanisme

### Typologie
Au 1er janvier 2024, Saint-Martin-de-Crau est catégorisée centre urbain intermédiaire, selon la nouvelle grille communale de densité à 7 niveaux définie par l'Insee en 2022.
Elle appartient à l'unité urbaine de Saint-Martin-de-Crau, une unité urbaine monocommunale constituant une ville isolée,. Par ailleurs la commune fait partie de l'aire d'attraction de Saint-Martin-de-Crau, dont elle est la commune-centre,. Cette aire, qui regroupe 1 communes, est catégorisée dans les aires de moins de 50 000 habitants,.

### Occupation des sols

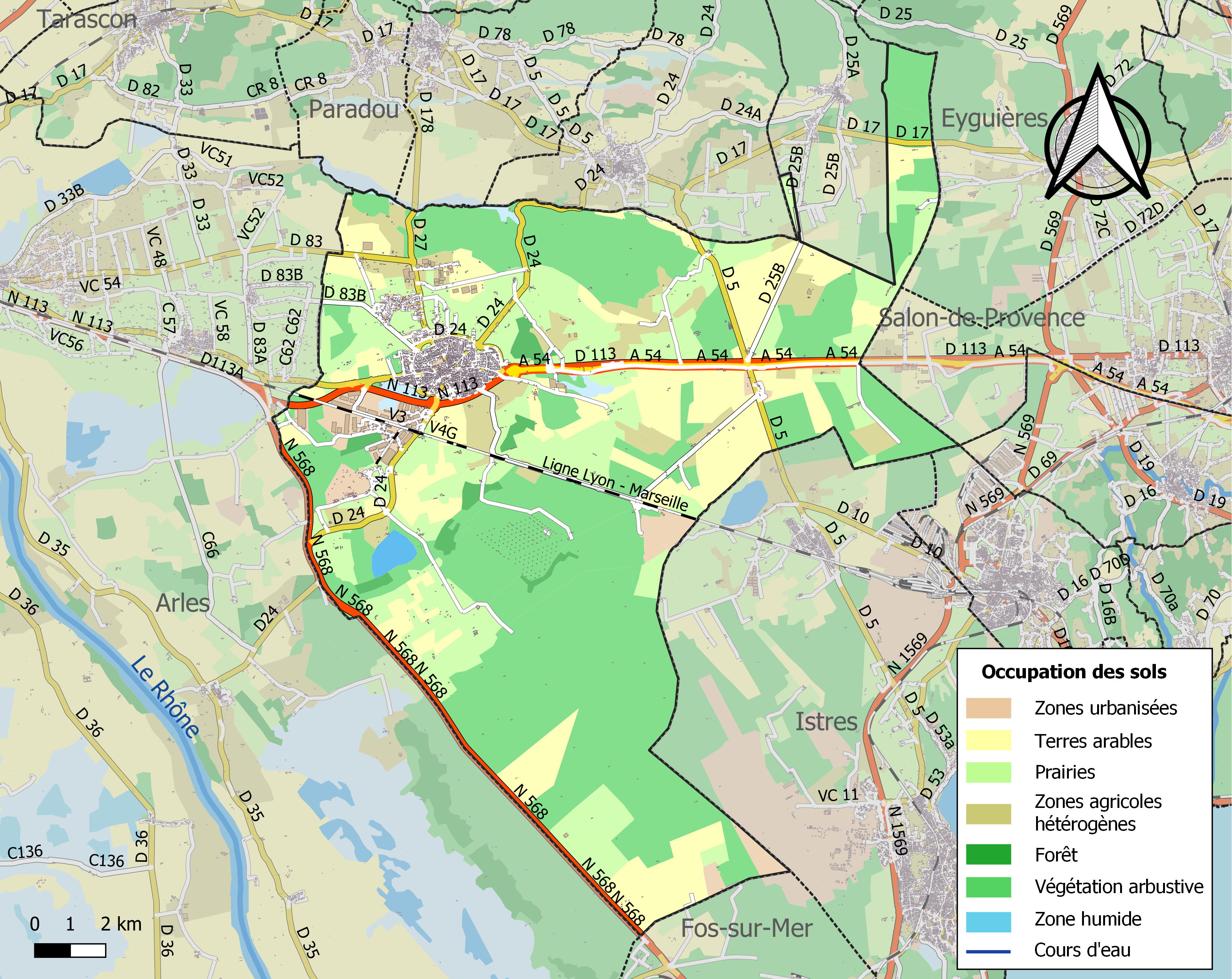
Carte des infrastructures et de l'occupation des sols de la commune en 2018 (CLC).

Le tableau ci-dessous présente l'occupation des sols détaillée de la commune en 2018, telle qu'elle ressort de la base de données européenne d’occupation biophysique des sols Corine Land Cover (CLC).
| Type d’occupation                                                                | Pourcentage | Superficie (en hectares) |
| -------------------------------------------------------------------------------- | ----------- | ------------------------ |
| Tissu urbain discontinu                                                          | 2,2 %       | 471                      |
| Zones industrielles ou commerciales et installations publiques                   | 2,4 %       | 213                      |
| Réseaux routier et ferroviaire et espaces associés                               | 0,6 %       | 135                      |
| Aéroports                                                                        | 0,4 %       | 83                       |
| Extraction de matériaux                                                          | 0,2 %       | 41                       |
| Décharges                                                                        | 0,5 %       | 110                      |
| Chantiers                                                                        | 0,3 %       | 73                       |
| Terres arables hors périmètres d'irrigation                                      | 5,1 %       | 1106                     |
| Vergers et petits fruits                                                         | 12,5 %      | 2693                     |
| Oliveraies                                                                       | 0,3 %       | 71                       |
| Prairies et autres surfaces toujours en herbe                                    | 22,5 %      | 4830                     |
| Systèmes culturaux et parcellaires complexes                                     | 0,5 %       | 1274                     |
| Zones essentiellement agricoles interrompues par des espaces naturels importants | 5,9 %       | 107                      |
| Forêts de feuillus                                                               | 1,3 %       | 279                      |
| Forêts mélangées                                                                 | 0,2 %       | 44                       |
| Pelouses et pâturages naturels                                                   | 33,0 %      | 7095                     |
| Végétation sclérophylle                                                          | 1,0 %       | 224                      |
| Forêt et végétation arbustive en mutation                                        | 9,7 %       | 2090                     |
| Marais intérieurs                                                                | 0,8 %       | 169                      |
| Plans d'eau                                                                      | 0,5 %       | 104                      |
| Source : Corine Land Cover                                                       |             |                          |

L'occupation des sols met en évidence la prédominance de la végétation arbustive et/ou herbacée (43,7 %) et de la prairie (22,5 %) sur les cultures permanentes (12,8 %), les zones agricoles hétérogènes (6,4 %), les terres arables (5,1 %), les zones industrielles ou commerciales et les réseaux de communication (3,4 %), les zones urbanisées (2,2 ), les forêts (1,5 %), les mines, décharges et chantiers (1,0 %) , les zones humides intérieures (0,8 %) et les eaux intérieures (0,5%). La steppe occupe 66,2 % de la surface communale et est caractéristique de la plaine du Crau.

### Voies de communication et transports

Localisation de Saint-Martin-de-Crau.

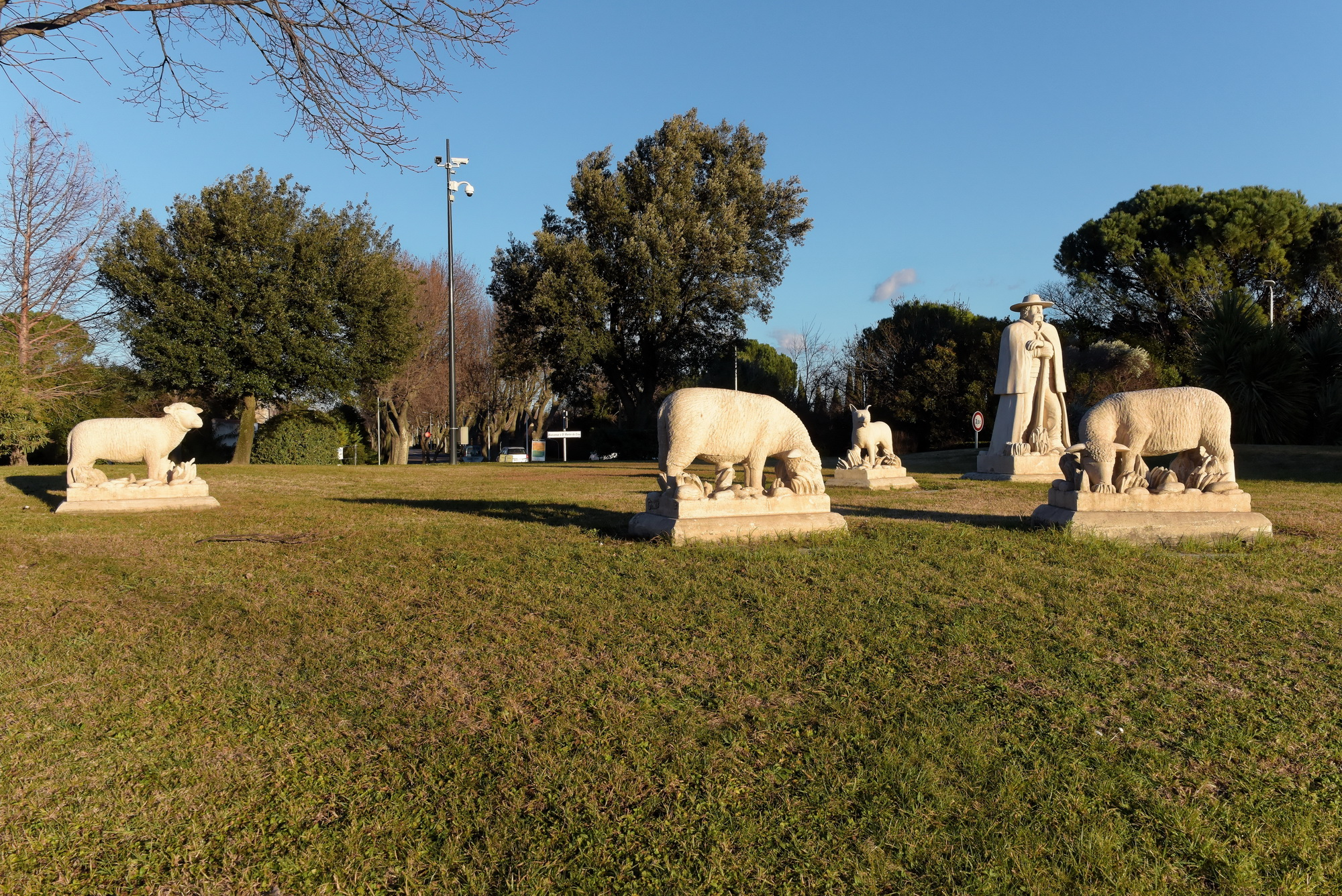
Rond-point du Berger à l'entrée ouest de la ville.

Saint-Martin-de-Crau est accessible par l'autoroute A54, dont la gare de péage constitue la fin. De Saint-Martin-de-Crau à Arles, une voie rapide existe (route nationale 113), reliant les deux communes en quinze minutes environ. Par le nord, la chaîne des Alpilles constitue un sérieux handicap pour un accès rapide. Des routes départementales (D 17, D 24, D 27) permettent toutefois de relier Saint-Martin en provenance des communes du piémont nord des Alpilles. En provenance du nord, l'accès le plus rapide reste le contournement des Alpilles, à l'ouest par Arles (RN 113) par le Rond-point du Berger  , ou à l'est par Salon-de-Provence (A54).
En provenance du sud et des communes situées sur le littoral de la Méditerranée ou de l'étang de Berre, comme Port-Saint-Louis-du-Rhône, Fos-sur-Mer, Port-de-Bouc ou Saint-Mitre-les-Remparts, la route nationale 568 à quatre voies permet de relier Saint-Martin-de-Crau à la Méditerranée en une vingtaine de minutes.
Depuis Marseille, l'accès à Saint-Martin-de-Crau se fait, soit depuis la nationale 568, via Martigues et le sud de l'étang de Berre, soit par le nord de l'étang, via Salon-de-Provence (A55, A7, puis A54).
La ville possède aussi une gare desservie régulièrement par les TER PACA et les TER Occitanie.

## Urbanisme[30]

### Avant le XXesiècle
Saint-Martin-de-Crau s'articule en plusieurs entités, au nord le hameau de Caphan où se trouvent les commerces et services paroissiaux de Saint-Martin, au sud la cité ouvrière de la Dynamite et son usine de produits chimiques, et sur la voie centrale reliant Arles à Salon-de-Provence, l'ancien Saint-Martin-de-Crau-de-la-Paluds. De nombreux grands mas couvrent l'ensemble du territoire de Saint-Martin-de-Crau, chaque mas constituant un véritable hameau.

### XXesiècle
Au XXe siècle, le développement urbain de Saint-Martin-de-Crau est intiment lié à l'implémentation d'infrastructures industrielles dans la région de l'étang de Berre : aéroport de Marignane (1922, devenu aéroport de Marseille), raffinerie de Berre (1931) et raffineries de Provence (1935), l'usine sidérurgique à Fos-sur-Mer (1975).
À partir du milieu du XXe siècle, la population va croître de 2 500 habitants à plus de 10 000 dans les années 1980. Les arrivants sont logés dans de nouveaux lotissements et ensembles collectifs privés et publics. Des bâtiments d'intérêt public, zones d'activités artisanales et industrielles sont créés pour faire face aux nouveaux besoins.
- Résidence Camargue et hameau des Alpilles
- ZA du Cabrau
- ZAC des Hauts de la Laure
- ZAC Bergerie du Rousset
- ZAC du Mas Cura
- ZAC des Hauts de la Laure
- Extension de la ZI du Bois de Leuze
- Zones logistiques Écopole du Mas Laurent, du Salat et Acti Parc de la Crau

### XXIesiècle
La ville poursuit son effort d'urbanisation des derniers espaces compris entre les déviations nord et sud.
Permis de construire et construction de logements collectifs et à vocation sociale :
- permis de construire groupés à l’est du Pré Saint-Martin et différentes opérations de la Bergerie de Rousset ;
- permis de construire groupé du secteur des Ferrades ;
- Hauts de la Laure ;
- réserves foncières économiques du POS 2010 ;

Opérations de renouvellement urbain :
- les Jardins de Cantarel ;
- résidence Saint-Roch.

## Toponymie
La première citation du nom de Saint-Martin remonte à mars 1052 où une église du terroir de la Crau est dénommée Sanctus Martinus de palude majori (« Saint-Martin des grands marais »), dont le nom évoque les étendues marécageuses qui s'étendent alors en Crau. La forme francisée « Saint-Martin-de-Palud » sera la plus communément usitée pour désigner le bourg qui s'y développe. Cette forme se retrouve jusqu'au début du XIXe siècle. Au cours du XVIIIe siècle, la forme « Saint-Martin-de-Crau » apparaît et s'impose dans la seconde partie du XIXe siècle. Elle est consacrée par la création de la commune et l'adoption officielle de son nom en 1925.

## Histoire

### Préhistoire et Antiquité
Dans les années 1990, l'archéologue Otello Badan s'est livré à une prospection systématique de la plaine de la Crau et y a découvert un nombre impressionnant de vestiges indiquant une présence humaine remontant au moins au Ier siècle av. J.-C.. Cette découverte se situe au voisinage de l'actuelle Saint-Martin, à Entressen, qui semble avoir joué le rôle de mutatio aux temps des Romains. Mais il faut faire remonter à plus loin encore les premières traces d'une apparition humaine dans la région. L'étang des Aulnes, sur le territoire de la commune, a attiré des habitats dès la Préhistoire (Néolithique et Chalcolithique). Dans son état naturel, la Crau était alors couverte d'une steppe herbagère, où poussaient péniblement du thym et du chiendent, sauf dans les zones humides, comme l'étang, où poussaient des bosquets de chênes kermès, de chênes verts et d'oléastres.
Il faut attendre ensuite le Ier siècle av. J.-C. pour retrouver des traces humaines, encore sur l'étang des Aulnes. On y a trouvé un abondant numéraire de Marseille, de Nîmes, et de tout l'Empire, jusqu'au Ve siècle. On voit aujourd'hui les traces d'un parcellaire, aussi visible en Crau et au pied des Alpilles.

### Moyen Âge
Le village de Saint-Martin-de-Crau n'apparaît vraiment dans l'Histoire qu'au XIIe siècle. Cette époque coïncide avec un prodigieux essor démographique en Provence qui se caractérise sur le terroir d'Arles par la multiplication d'églises ou plus généralement d'édifices religieux et d'habitats groupés. Un texte rédigé à Arles au début du XIIIe siècle, intitulé De castris et villis communis, cite nommément quatre habitats groupés dans la Crau : Vaquières, Aureille, Saint-Hippolyte et Saint-Martin.
On suppose que le bourg est entouré d'une enceinte, qu'il compte plusieurs rues et une maison seigneuriale importante (incluant plusieurs pièces, un cellier, plusieurs greniers et même une prison). Difficile en revanche d'avancer un nombre d'habitants. Une enquête menée en 1293 laisserait entendre qu'une vague de peuplement y avait eu lieu dans les années précédentes. Les nouveaux habitants venaient alors des terres au nord de la Crau, notamment Orgon, Eyguières, Lambesc, Lançon et Pélissanne. En revanche, en 1302, plusieurs habitants de Saint-Martin quittèrent leur village pour s'établir à Arles. En 1316, il y avait un barbier dans la localité, alors qu'auparavant, celui-ci venait des Baux pour raser les Martinois. Une hypothèse raisonnable envisagerait environ 40 à 50 feux aux alentours de 1300.
Les événements auront raison de Saint-Martin. Deux événements en particulier : en 1348, la terrible peste noire dévaste le village et, en 1355, l'invasion de la Camargue par le comte de Toulouse, Raimond VII[réf. nécessaire], achève de pousser tous les habitants à l'exil. Tant et si bien que pendant près d'un siècle, il n'y a plus âme qui vive à Saint-Martin, hormis des animaux sauvages. Toute la Crau est alors dans la même situation, Vaquières, Saint-Hippolyte et Aureille compris.

### Renaissance
Il faut attendre les années 1430-1440 pour assister à un retour de la population. Selon Louis Stouff, de l'université de Provence, la renaissance de Saint-Martin daterait de 1438. Cette année, les chanoines donnent à mettre en culture par des fachiers cent à cent-vingt sétérées de terre. Les fachiers pourront loger dans la tour que le chapitre possède en ce lieu, ou s'installer dans les tours des moulins abandonnés au siècle précédent qu'ils devront tenir closes et couvertes. Le repeuplement, pourtant, est lent. En 1469, Saint-Martin compte seulement cinq maisons, un four pour la fabrication de tuiles et une enceinte (infra clausum Sancti-Martini). On estime alors globalement la population à un huitième, peut-être même à un dixième, de celle de 1340.

### Période moderne

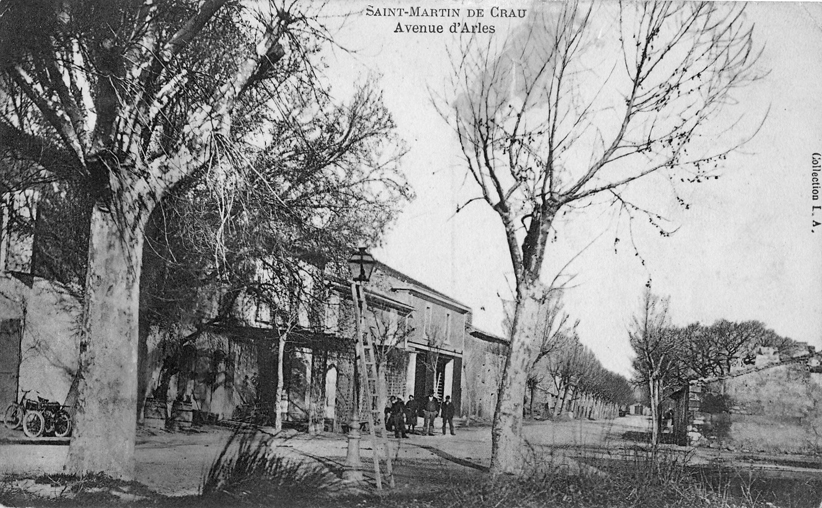
L'avenue d'Arles (actuelle avenue de la République) vers 1905.

Du 1er au 8 août 1793, après un séjour à Arles, Napoléon rejoint le général Jean-François Carteaux à Saint-Martin-de-Crau, avant de partir pour Avignon. Saint-Martin-de-Crau a connu plusieurs vagues d'immigration. La fabrication de poudre noire dans la région est ancienne. Commencée à Marignane avec des moulins à martinets, elle s'était déplacée vers l'étang de Berre en 1683 (mise en activité de St Chamas). Elle est soumise au monopole royal. Dès la fin du XIXe siècle, une arrivée importante de travailleurs italiens et, dans une moindre mesure, espagnols, a permis l'exploitation de l'usine dite de la Dynamite, au sud du village. Cette usine, première de la Société anonyme d'explosifs et de produits chimiques (groupe EPC) de Saint-Martin-de-Crau, fondée par Eugène-Jean Barbier, voit le jour en 1892. Le déclenchement de la Première Guerre mondiale provoque le développement rapide de son activité, d'autant qu'elle est située à une faible distance de la gare PLM. C'est ainsi que son capital passe de 1,4 million de francs en 1892 à 4 millions en 1914 et à 8 en 1917. Début 1918, une importante déflagration détruit l'usine.
Le 3 juin 1918, le dépôt de munitions du camp de Baussenq (Beaussenq sur la carte IGN de 1950) explose. Il fait 100 morts dont le capitaine Deveau, commandant le dépôt, son lieutenant, le lt. Dancellin, l'adjudant Freycinet qui ne survivra pas à ses blessures, des sous-officiers et des hommes du rang, ainsi que 50 blessés (militaires et civils, dont des kabyles) selon les autorités militaires, à quelques jours de la catastrophe,. La détonation est entendue à Marseille où elle brise des vitres. Le clocher d'Istres est touché et n'est toujours pas réparé en 1927. Le dépôt, le long de la voie ferrée, dépendait de la Poudrerie nationale de Saint-Chamas. Le dépôt a depuis été cédé à l'ancienne société Nobel explosifs. Une évolution notable actuelle au vu de la catastrophe est la fabrication des explosifs sur site qui supprime une partie des dangers liés au transport ou au stockage. Initiée il y a une dizaine d'années, elle reste non majoritaire.
Au début du XXe siècle, l'usine de la Dynamite est, avec la Poudrerie nationale de Saint-Chamas, l'un des deux plus grands établissements de fabrication d'explosifs des Bouches-du-Rhône. Son siège social se situe alors à Paris, 5, rue du Général-Foy. On y fabrique de l'acide nitrique, de la nitroglycérine et d'autres éléments d'explosifs employés dans les mines et encore aujourd'hui dans les multiples carrières de la région (Ciments, Granulats, Chaux). Son emplacement, à distance du village, s'explique par la volonté d'isolement nécessaire à une industrie dangereuse, mais aussi de commodités, avec la présence du chemin de fer sur place. De nombreuses usines du département ont alors les mêmes impératifs : les cimenteries de Roquefort-la-Bédoule, l'usine Solvay de Salin-de-Giraud, la fabrique d'alumine de Gardanne ou les chantiers navals de Port-de-Bouc. Plusieurs explosions se sont produites dans l'usine. Notamment le 20 février 1929, la déflagration ensevelit et tue 5 ouvriers. Et le 23 novembre 1935, une explosion dans l'usine de la Dynamite se produit et cause la mort de 4 personnes.

### Période contemporaine

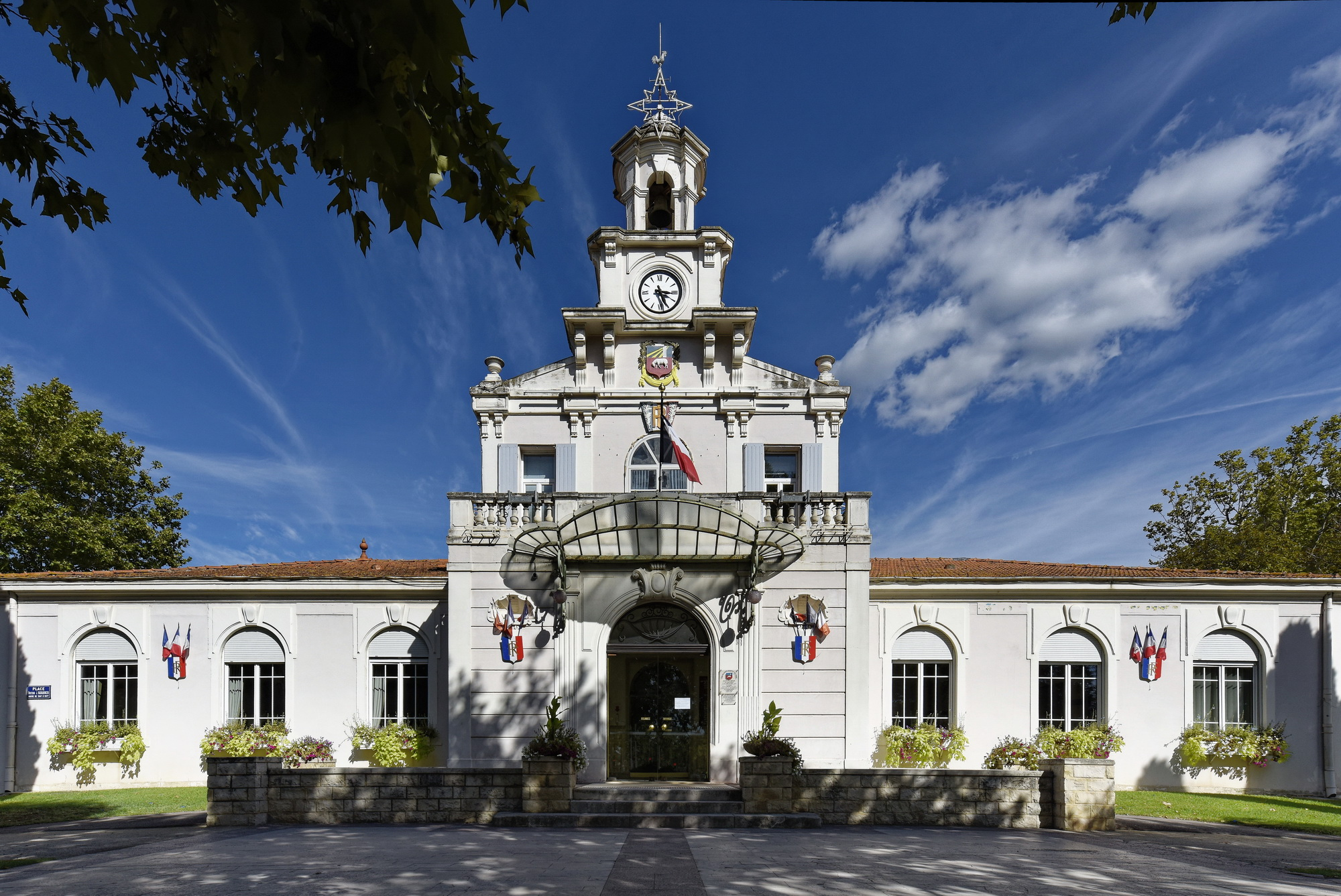
Hôtel de Ville 2019

Saint-Martin-de-Crau est une commune récente, créée par distraction de la commune d'Arles le 7 mars 1925, à l'instigation de César Bernaudon, qui en fut le premier maire à partir de mai 1925, à la suite de la première élection municipale. Cependant le nom de Saint-Martin-de-Crau apparait en 1258 sur un parchemin extrait de la Cour des comptes de Provence. L'indépendance de la ville est réclamée par les habitants de la zone dès 1882 avec l'écriture d'une lettre au ministre de l'Intérieur de l'époque. Les Saint-Martinois mettent en avant les problèmes d'administrations que subit la localité et le manque d'agents administratifs. Cependant, la pétition ne sera pas couronnée d'un succès. Une autre pétition est envoyée à l'Intérieur en 1912 et se verra acceptée. Mais les lenteurs et la Première Guerre mondiale ne permettront pas à la commune d'être indépendante avant mars 1925.
Dans les années 1950, une vague de melonniers est arrivée de Cavaillon sur la commune, pour exploiter le melon de Crau. Une autre vague est arrivée dans les années 1975 avec les Lorrains pour l'industrie de Sollac (sidérurgie), à Fos-sur-Mer. Malgré les 35 kilomètres qui séparent Saint-Martin-de-Crau de Fos-sur-Mer, ces Lorrains, des cadres et des ouvriers spécialisés pour la plupart, ont préféré s'installer à Saint-Martin où les prix du foncier étaient bien supérieurs. Cette dernière vague a entraîné la construction d'habitations résidentielles et une explosion du nombre d'habitants dans la commune. On estime que dans cette période, 60 % de l'accroissement de la population a été provoqué par la venue des Lorrains.
Le 7 août 2009, une fuite sur oléoduc en provenance de Fos-sur-Mer provoque le déversement de milliers de mètres cubes en Crau, sur une zone de deux hectares appartenant au territoire de la commune de Saint-Martin, causant un désastre écologique. La commune dépose une plainte deux jours plus tard.

## Politique et administration

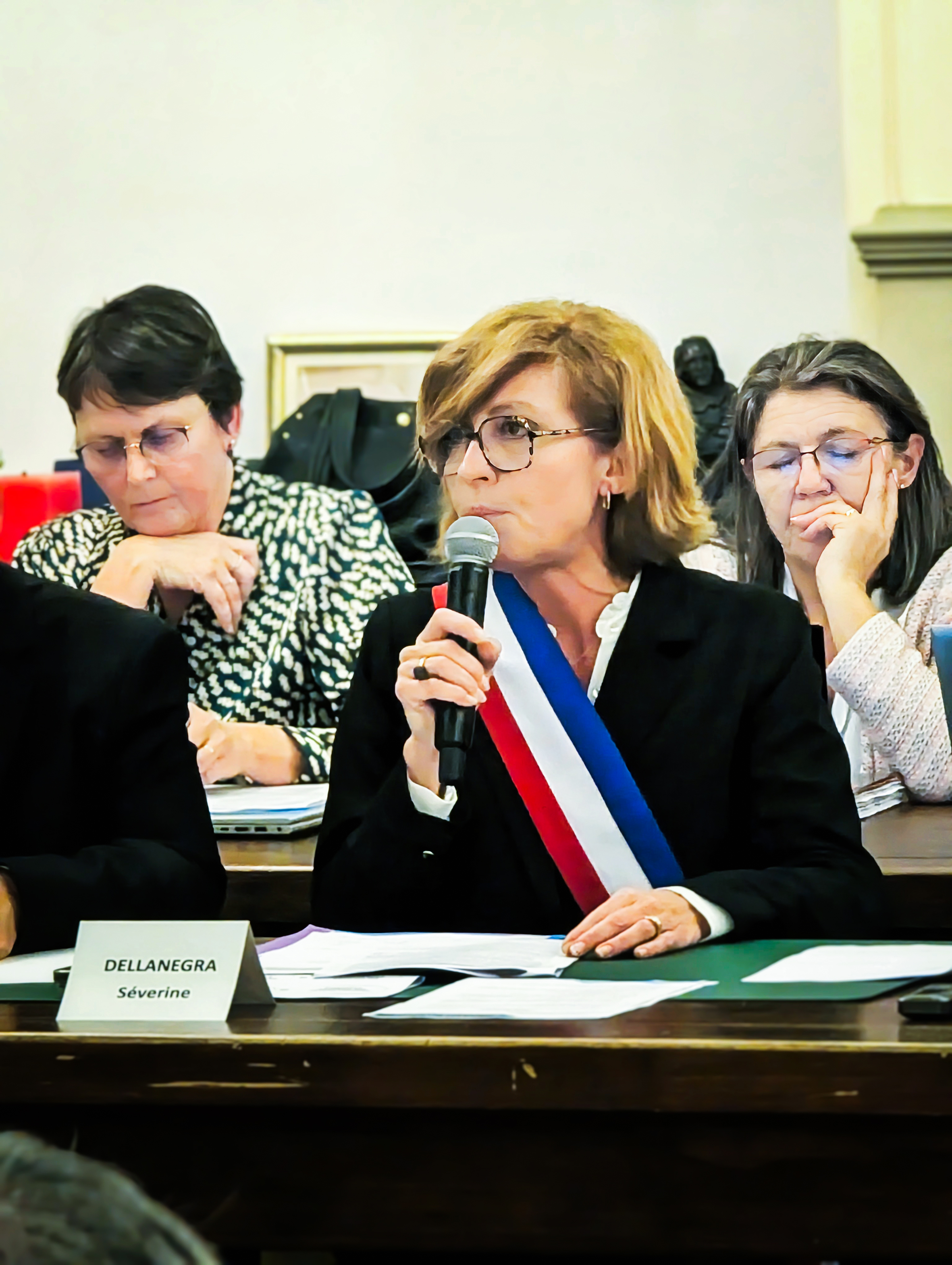
Séverine Dellanegra, Maire de Saint Martin de Crau

### Tendances politiques et résultats
Lors de l'élection présidentielle de 2002, 75,29 % des voix d'électeurs de Saint-Martin-de-Crau ont choisi Jacques Chirac, contre 24,71 % en faveur de Jean-Marie Le Pen, ce qui correspond approximativement aux votes exprimés dans l'ensemble du département.
Lors de l'élection présidentielle de 2007, les électeurs de Saint-Martin-de-Crau se sont prononcés à 56,76 % en faveur de Nicolas Sarkozy, contre 43,24 % pour Ségolène Royal, alors que l'ensemble du département créditait le candidat élu de 58,03 %. Saint-Martin-de-Crau a donc voté d'une façon similaire aux habitants des Bouches-du-Rhône.

### Élections municipales de 2024
Les élections municipales anticipées ont eu lieu les 10 et 17 novembre 2024, à la suite de la démission de plusieurs élus de la majorité. La liste "Saint-Martin Avant Tout" menée par Séverine Dellanegra, cheffe de file de l'opposition, a remporté le scrutin avec 41% des voix au second tour, devançant deux autres candidats.

Séverine Dellanegra a officiellement pris ses fonctions en tant que Maire de Saint-Martin-de-Crau le 25 novembre 2024.

### Liste des maires
| Portrait                                                                | Identité                                                     | Période          | Période          | Durée                      | Étiquette                                        |
| Portrait                                                                | Identité                                                     | Début            | Fin              | Durée                      | Étiquette                                        |
| ----------------------------------------------------------------------- | ------------------------------------------------------------ | ---------------- | ---------------- | -------------------------- | ------------------------------------------------ |
| Pas de portrait sous licence libre disponible pour César Bernaudon.     | César Bernaudon (d), (22 avril 1868 - 11 septembre 1951)     | mai 1925         | 1941             | 16 ans                     | Parti républicain, radical et radical-socialiste |
| Pas de portrait sous licence libre disponible pour délégation spéciale. | délégation spéciale                                          | 1941             | 17 mai 1945      | 4 ans                      |                                                  |
| Pas de portrait sous licence libre disponible pour César Bernaudon.     | César Bernaudon (d) (22 avril 1868 - 11 septembre 1951)      | 17 mai 1945      | 25 octobre 1947  | 2 ans, 5 mois et 8 jours   |                                                  |
| Pas de portrait sous licence libre disponible pour Joseph Bagnaninchi.  | Joseph Bagnaninchi (d),                                      | 26 octobre 1947  | 12 mars 1977     | 29 ans, 4 mois et 14 jours | Parti socialiste                                 |
| Claude Vulpian, 2019.                                                   | Claude Vulpian (d) (né le 22 novembre 1936)                  | 13 mars 1977     | 12 mai 2016      | 39 ans, 1 mois et 29 jours | Parti socialiste                                 |
| Dominique Teixier, 3 avril 2019.                                        | Dominique Teixier (d), (né le 7 avril 1951)                  | 12 mai 2016      | 23 mai 2020      | 4 ans et 11 jours          | divers gauche                                    |
| Marie-Rose Lexcellent                                                   | Marie-Rose Lexcellent (d), (10 février 1947 - 26 avril 2023) | 23 mai 2020      | 26 avril 2023    | 2 ans, 11 mois et 3 jours  | divers gauche                                    |
| Pas de portrait sous licence libre disponible pour Christophe Laufray.  | Christophe Laufray (d) (né le 13 décembre 1966)              | 10 juillet 2023  | 18 novembre 2024 | 1 an, 4 mois et 8 jours    | divers gauche                                    |
| Pas de portrait sous licence libre disponible pour Séverine Dellanegra. | Séverine Dellanegra (d) (née le 17 novembre 1973)            | 25 novembre 2024 |                  |                            | indépendant                                      |

### Rattachements administratifs et électoraux
Saint-Martin-de-Crau relève du tribunal d'instance de Tarascon, du tribunal de grande instance de Tarascon, de la cour d'appel d'Aix-en-Provence, du tribunal pour enfants de Tarascon, du conseil de prud'hommes d'Arles, du tribunal de commerce de Tarascon, du tribunal administratif de Marseille et de la cour administrative d'appel de Marseille.

### Jumelages
La commune de Saint-Martin-de-Crau a signé un accord de jumelage avec trois communes :
- Markgröningen (Allemagne)[65] ;
- Maghama (Mauritanie)[66] ;
- Manerbio (Italie)[67].

Le jumelage avec Markgröningen a été signé le 12 novembre 1989 sur l'initiative des maires des deux communes. Les échanges sont de divers ordres : rencontres sportives, expositions, voyages de collégiens. Le jumelage avec Maghama est plus récent. Il remonte à 2001. L'association « Jumelage coopération Saint-Martin-de-Crau / Maghama » a pour but d'entretenir les liens de jumelage entre ces deux villes et d'orienter l'action de l'association vers les enfants des écoles primaires. Après que Maghama eût été inondée en septembre 2007, la commune de Saint-Martin-de-Crau lui est venue en aide en fournissant tables et bancs d'école pour les enfants mauritaniens. Depuis juillet 2015, Manerbio en Italie est jumelée.

## Population et société

### Démographie

#### Évolution de la population
La population de Saint-Martin-de-Crau a connu une très forte progression entre les années 1970 et les années 1990. En 1999, la commune comptait 11 026 habitants, ce qui la plaçait au 761e rang national. Une grande partie des nouveaux habitants de Saint-Martin-de-Crau sont venus de l'extérieur du département. La vague de peuplement durant les années 1970 a notamment été provoquée par l'arrivée massive d'ouvriers spécialisés et de cadres de Lorraine qui venaient travailler à la nouvelle usine Sollac de Fos-sur-Mer.
Les données antérieures à 1926 ne sont pas officielles, car Saint-Martin-de-Crau appartient alors à la commune d'Arles.
L'évolution du nombre d'habitants est connue à travers les recensements de la population effectués dans la commune depuis 1926. Pour les communes de plus de 10 000 habitants les recensements ont lieu chaque année à la suite d'une enquête par sondage auprès d'un échantillon d'adresses représentant 8 % de leurs logements, contrairement aux autres communes qui ont un recensement réel tous les cinq ans,.

En 2022, la commune comptait 13 962 habitants, en évolution de +6,6 % par rapport à 2016 (Bouches-du-Rhône : +2,48 %, France hors Mayotte : +2,11 %).
| 1926  | 1931  | 1936  | 1946  | 1954  | 1962  | 1968  | 1975  | 1982   |
| ----- | ----- | ----- | ----- | ----- | ----- | ----- | ----- | ------ |
| 2 303 | 2 487 | 2 361 | 2 487 | 2 824 | 3 075 | 3 257 | 5 551 | 10 155 |

| 1990   | 1999   | 2006   | 2011   | 2016   | 2021   | 2022   | - | - |
| ------ | ------ | ------ | ------ | ------ | ------ | ------ | - | - |
| 11 040 | 11 013 | 11 321 | 11 371 | 13 097 | 13 729 | 13 962 | - | - |

#### Pyramide des âges
En 2018, le taux de personnes d'un âge inférieur à 30 ans s'élève à 32,4 %, soit en dessous de la moyenne départementale (35,3 %). À l'inverse, le taux de personnes d'âge supérieur à 60 ans est de 29,2 % la même année, alors qu'il est de 26,3 % au niveau départemental.
En 2018, la commune comptait 6 426 hommes pour 7 132 femmes, soit un taux de 52,6 % de femmes, légèrement supérieur au taux départemental (52,24 %).
Les pyramides des âges de la commune et du département s'établissent comme suit.
| Hommes | Classe d’âge | Femmes |
| ------ | ------------ | ------ |
| 0,9    | 90 ou +      | 1,0    |
| 8,8    | 75-89 ans    | 10,4   |
| 18,2   | 60-74 ans    | 19,0   |
| 19,9   | 45-59 ans    | 20,4   |
| 19,1   | 30-44 ans    | 17,3   |
| 14,8   | 15-29 ans    | 14,3   |
| 18,3   | 0-14 ans     | 17,5   |

| Hommes | Classe d’âge | Femmes |
| ------ | ------------ | ------ |
| 0,8    | 90 ou +      | 1,9    |
| 7,6    | 75-89 ans    | 9,8    |
| 16,2   | 60-74 ans    | 17,2   |
| 19,7   | 45-59 ans    | 19,5   |
| 18,8   | 30-44 ans    | 18,6   |
| 18,4   | 15-29 ans    | 16,9   |
| 18,6   | 0-14 ans     | 16,1   |

### Enseignement
La ville possède quatre groupes scolaires et deux écoles privées catholiques. Un collège, le collège Charloun-Rieu (mille élèves), est implanté dans la ville depuis les années 1980. Près de 1 200 enfants sont scolarisés en primaire.
Au niveau du lycée, les élèves doivent se rendre à Arles, au Lycée Louis Pasquet.
Depuis 2012, le lycée privé Saint-Charles, antenne du collège Arlésien du même nom, a été construit sur Saint-Martin-de-Crau. Se situant à l’extrémité ouest de la ville, il accueille 251 élèves et forme "l'élite de demain". 
Les quatre groupes scolaires publics de la commune sont :
- école du Lion d'Or, rue du Chêne-Vert (313 élèves[77],[78] en 2008-2009) ;
- école César Bernaudon du Logisson[79], place François-Mitterrand (384 élèves[80],[81] en 2008-2009) ;
- école Marcel-Pagnol, rue Gaston-de-Saporta (266 élèves[82],[83] en 2008-2009) ;
- école de Caphan, rue des Écoles (152 élèves[84] en 2008-2009).

L'école du Sacré-Cœur, à enseignement privé, accueillait 84 élèves en 2008-2009. Le lycée Saint-Charles (extension locale du collège d'Arles), à enseignement privé a ouvert en 2012 dans la zone du Salat.
Au début du XXe siècle, Saint-Martin-de-Crau ne compte qu'une école communale dans le centre du village et accueillait 36 garçons. L'école de Caphan, construite dans les années 1880 était mixte et accueillait 29 garçons et 21 filles, dont les classes étaient séparées.

### Manifestations culturelles et festivités
La commune de Saint-Martin-de-Crau propose à ses habitants et à ses visiteurs des animations régulières. La fête votive a lieu le dernier week-end de juillet et consiste en une fête foraine associée à des concours divers, balltrap, aïoli, concours de manades, feux d'artifice, toros et thons à la broche dans les rues. Le dernier week-end de septembre a lieu la fête de la Saint-Michel, au hameau de Caphan cette fois-ci. Pour l'occasion, une aïoli populaire est organisée ainsi que des animations diverses et un gala avec un artiste de renom. En octobre, la foire d'automne rassemble les commerçants pour des animations et des déballages. Toujours en octobre, la Semaine du goût propose des animations culinaires à l'intention des scolaires principalement.

#### Fêtes ovines

##### Foire de la Saint-Valentin

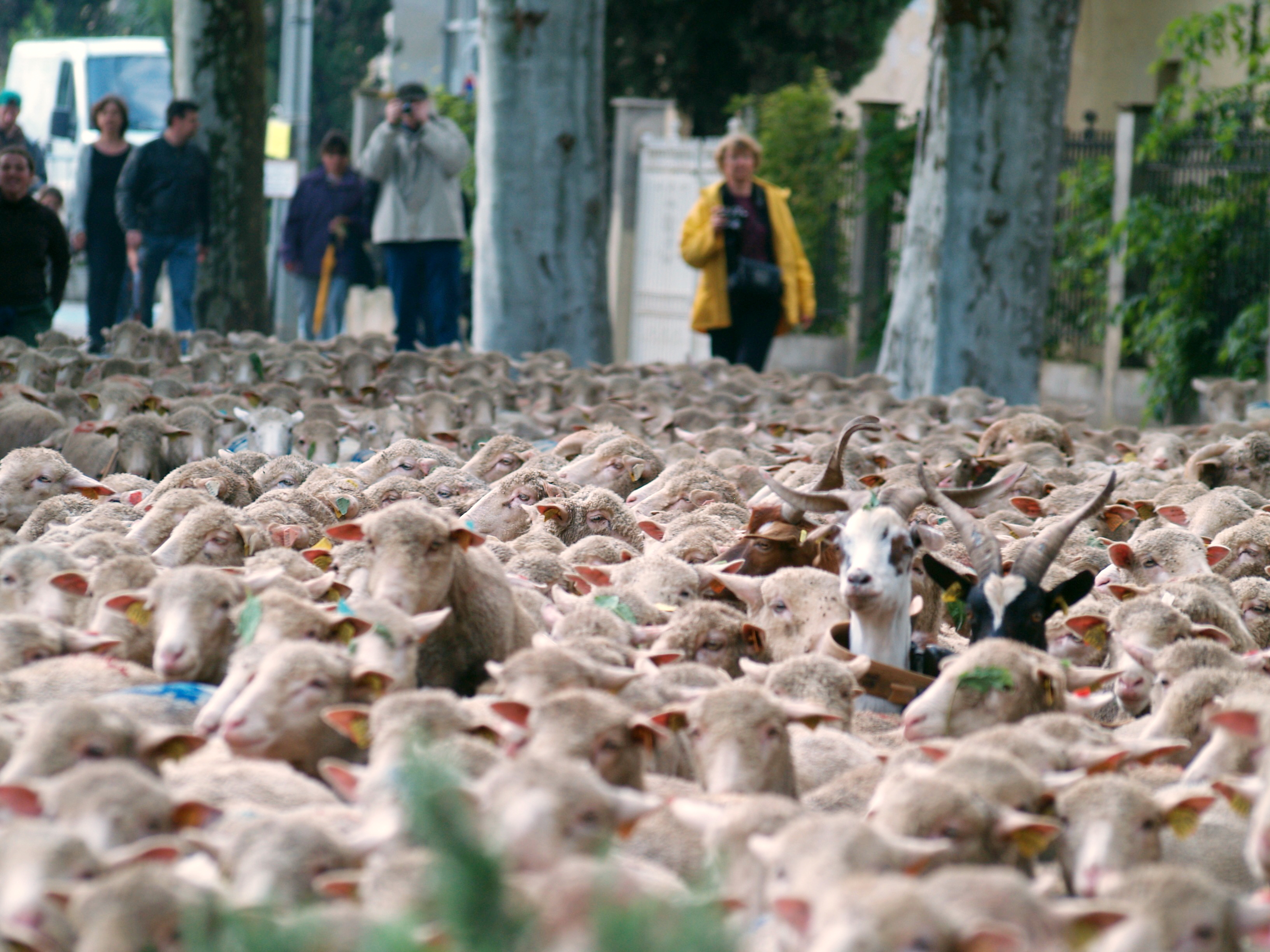
Défilé de mouton lors de la fête du printemps 2010.

La foire de la Saint-Valentin, créée à Saint-Martin-de-Crau en 1982, a lieu le deuxième mercredi de février. Elle marque la sortie des troupeaux des regains de près de la Crau. Elle est aussi l'occasion d'assister au concours de la race mérinos d'Arles, au cours duquel se font des transactions d'ovins. Avec le temps, d'autres animaux se sont mêlés à la foire, comme les ânes de Provence.

##### Fête du printemps
Le second week-end de mai, à la foire de Bel-Air, se préparent les départs en transhumance. À cette occasion des bergers sont embauchés et des entreprises de transport sont contactées pour mettre au point le trajet qui conduira les troupeaux dans les Alpes. Le mois de mai marquant le départ en transhumance, les troupeaux de la commune défilent sur le cours principal à l'occasion de la fête du printemps créée en 1986 pour le bicentenaire de l'arrivée du mérinos en France.
Pour l'occasion, Saint-Martin devient un marché à ciel ouvert pendant quelques jours : bourse toutes collections, salon de l'automobile, troc-puces, défilé de groupes folkloriques, repas champêtre, sortie de la Carreto ramado, défilé des gardians, déballage des commerçants… Ce fort attachement de la commune de Saint-Martin-de-Crau à sa foire n'est pas nouveau. Le nom donné à une rue, l'avenue du Foirail, en témoigne. C'est d'ailleurs la seule rue de Provence à porter ce nom.

##### Marché ovin
Durant la saison d'hivernage, un marché ovin se tient à Saint-Martin-de-Crau tous les lundis. Il en est venu à supplanter le marché de Tarascon au fil des années. Il permet d'acheter des bêtes et les négociants y sont nombreux.

#### Pastrage
Chaque année, les Saint-Martinois célèbrent la tradition ancestrale du Pastrage le dernier dimanche du mois de janvier. C’est le rendez-vous des bergers, gardians, ânes de Provence si utiles pendant les anciennes transhumances. ainsi que des Provençaux en habits raditionnel accompagnés de tambourins et galoubets. L’agneau transporté par le flouca  est béni pendant la messe des bergers avec présentation à l’assistance.

Déroulement du Pastrage
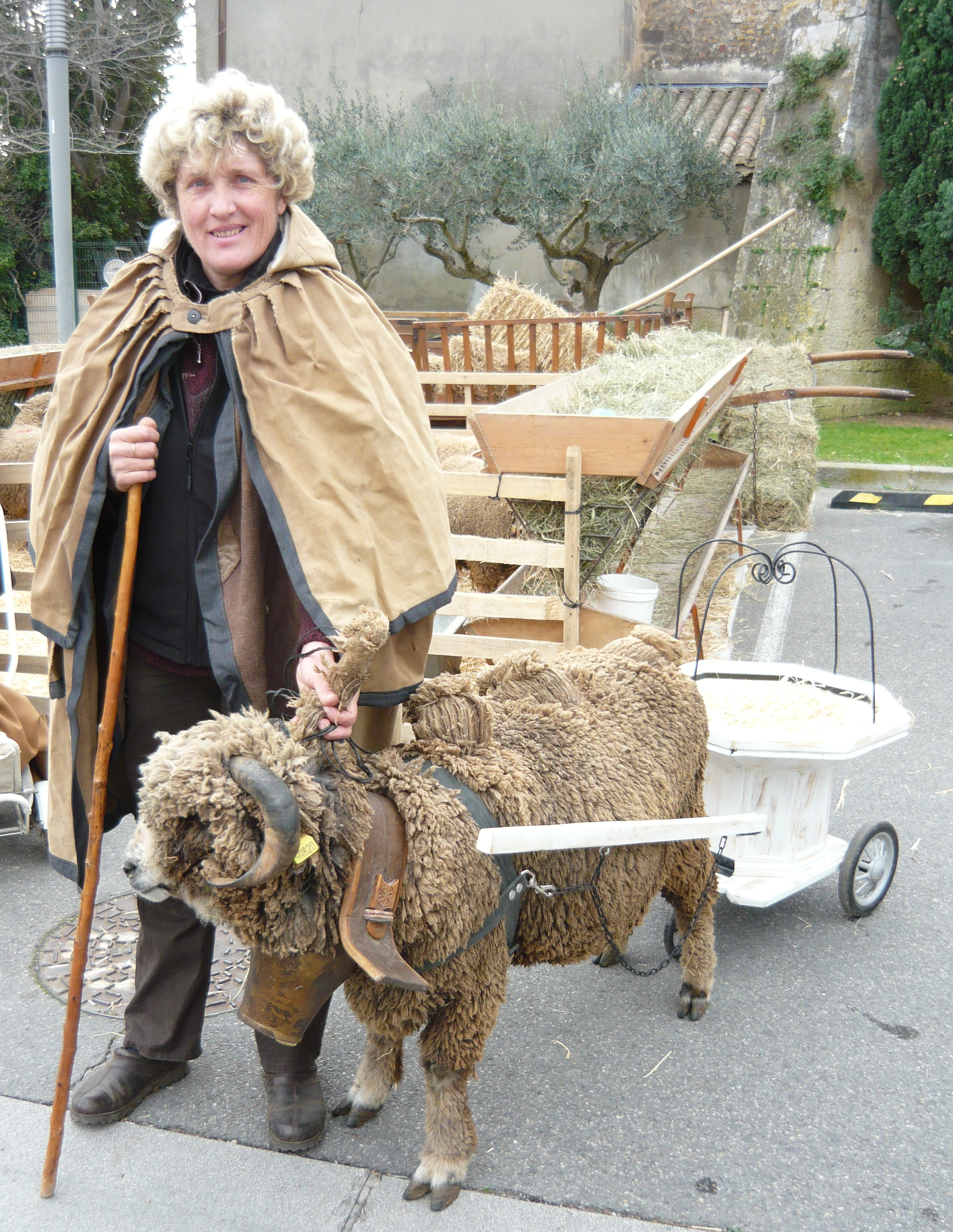
Bergère guidant le flouca.
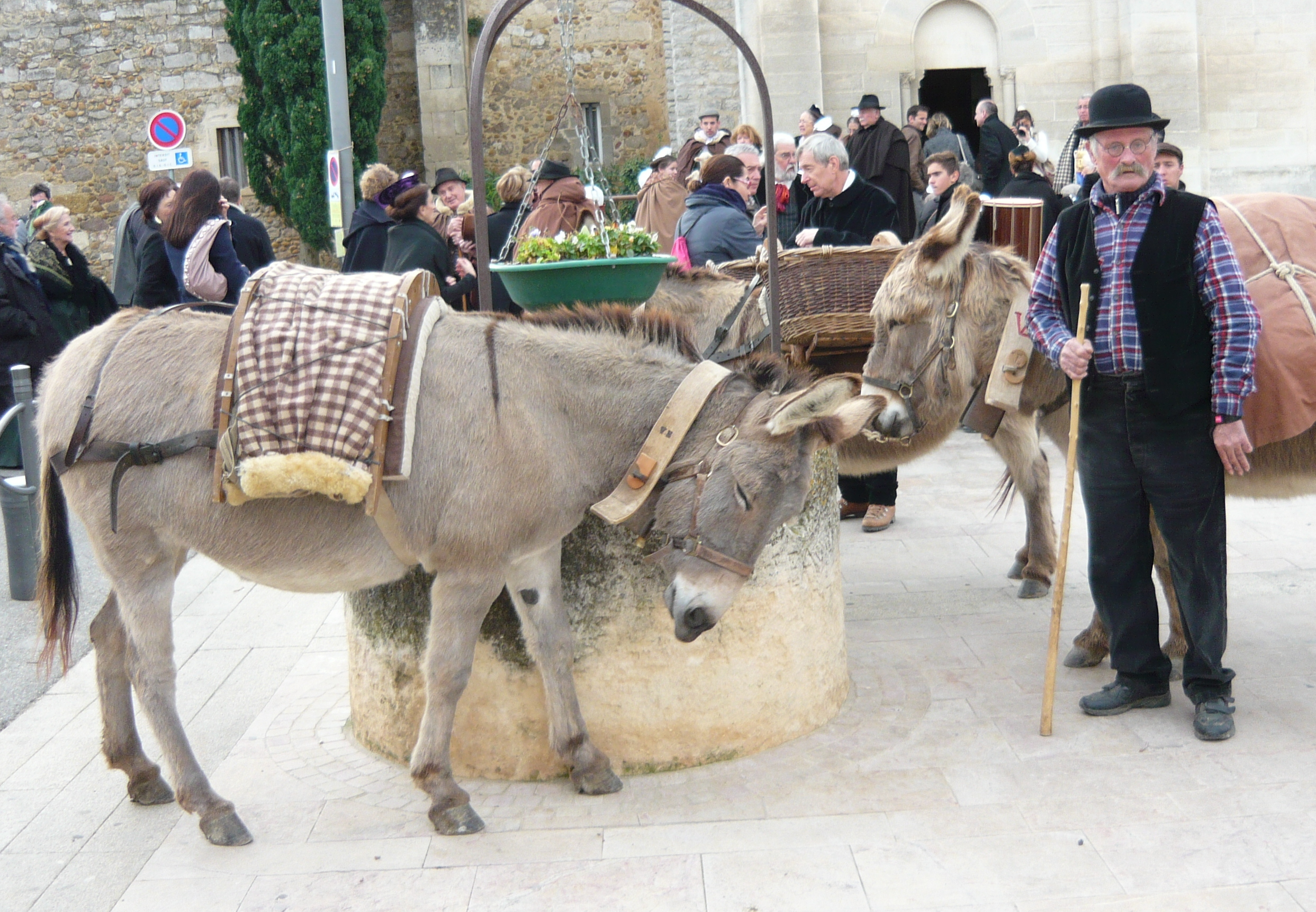
Ânes de Provence et leur maître.
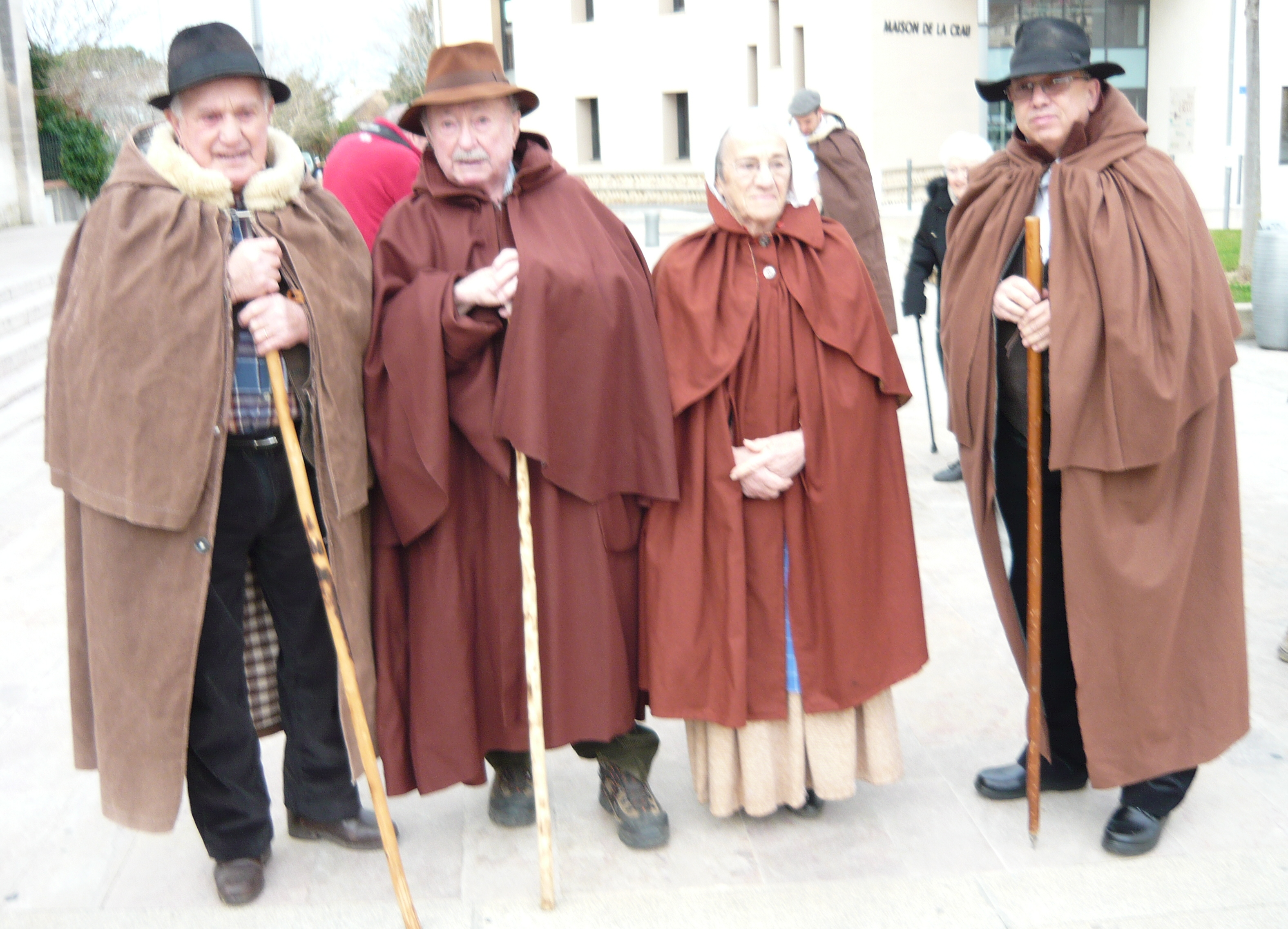
Bergère et bergers de la Crau.
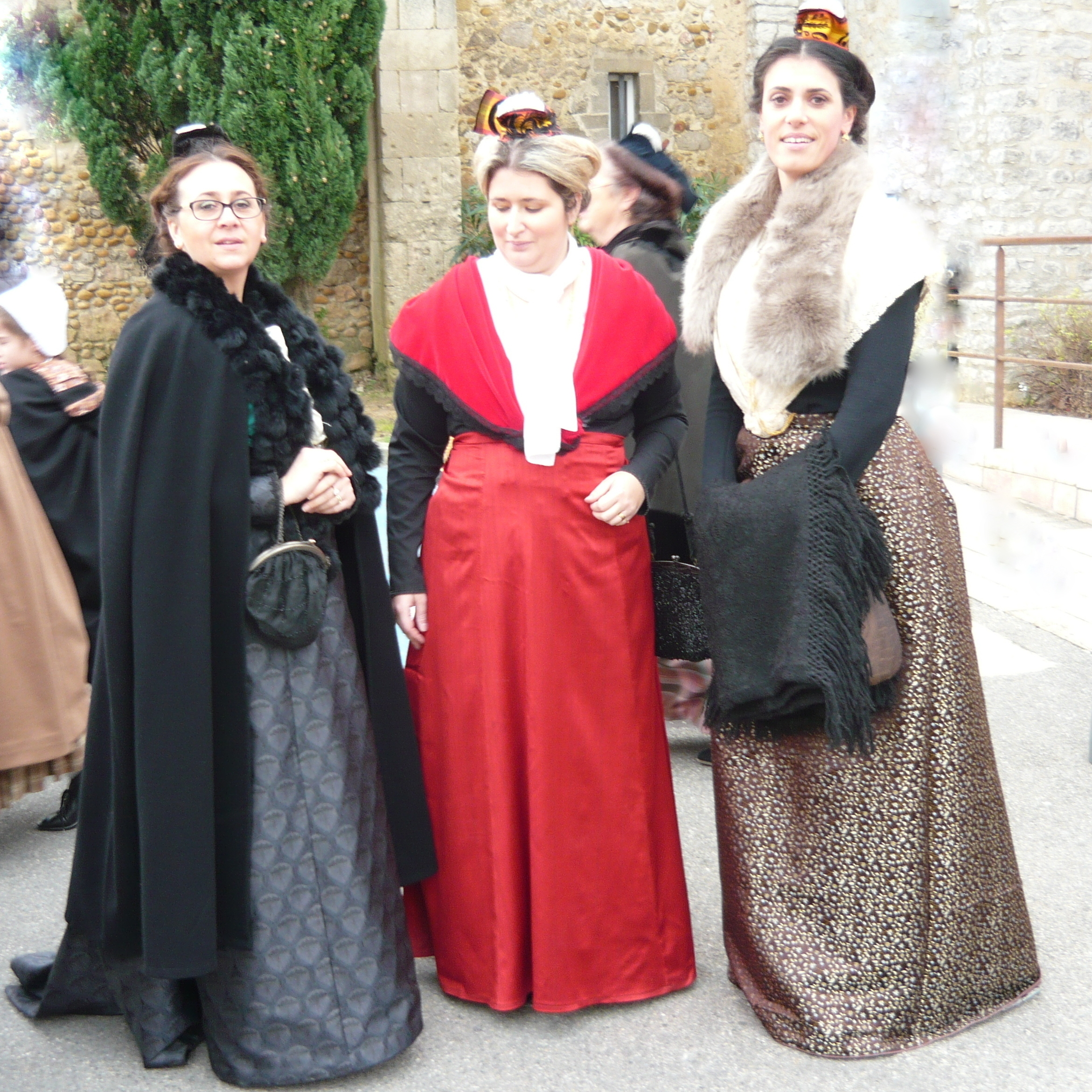
Arlésiennes.
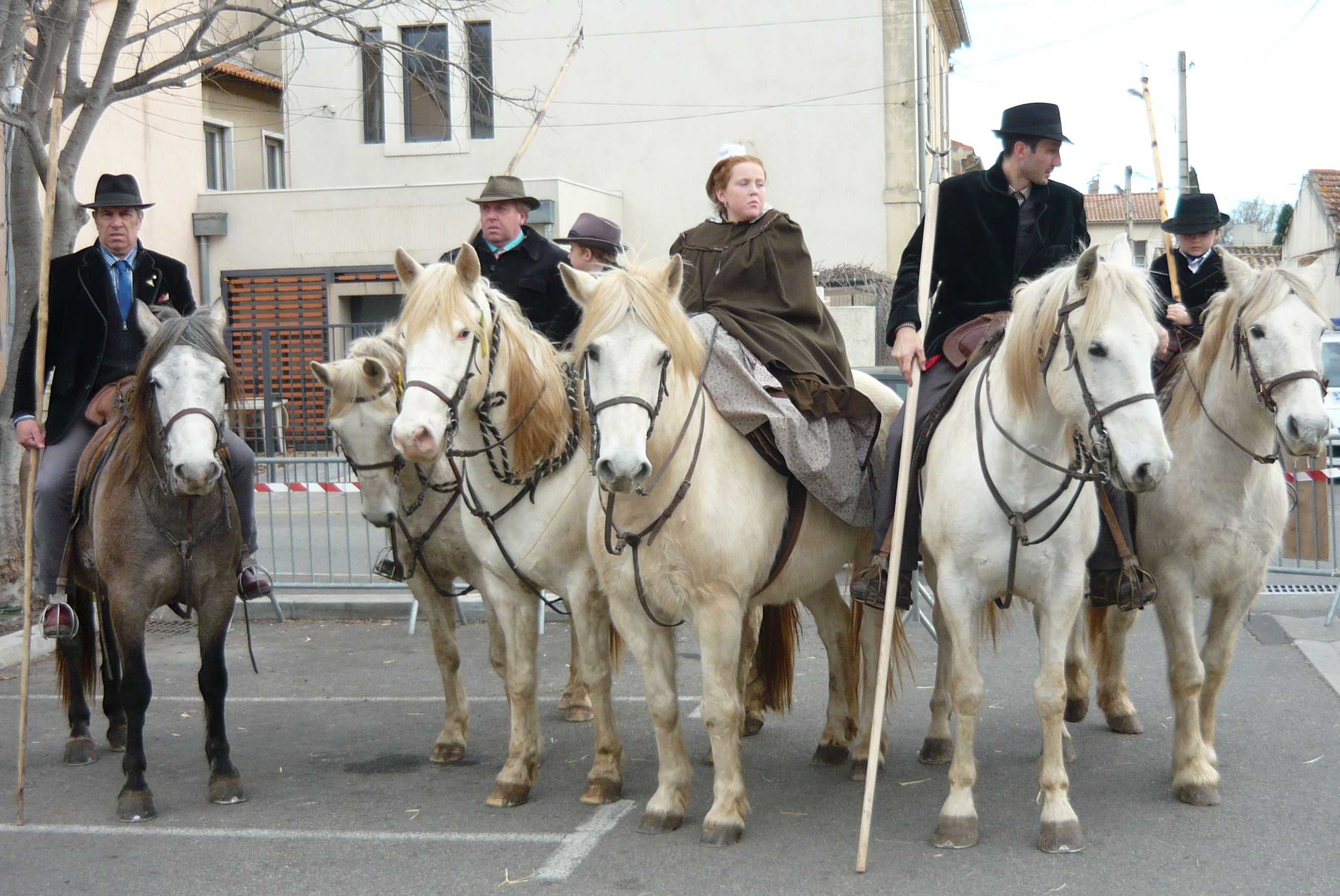
Gardians en attente avant l'office.
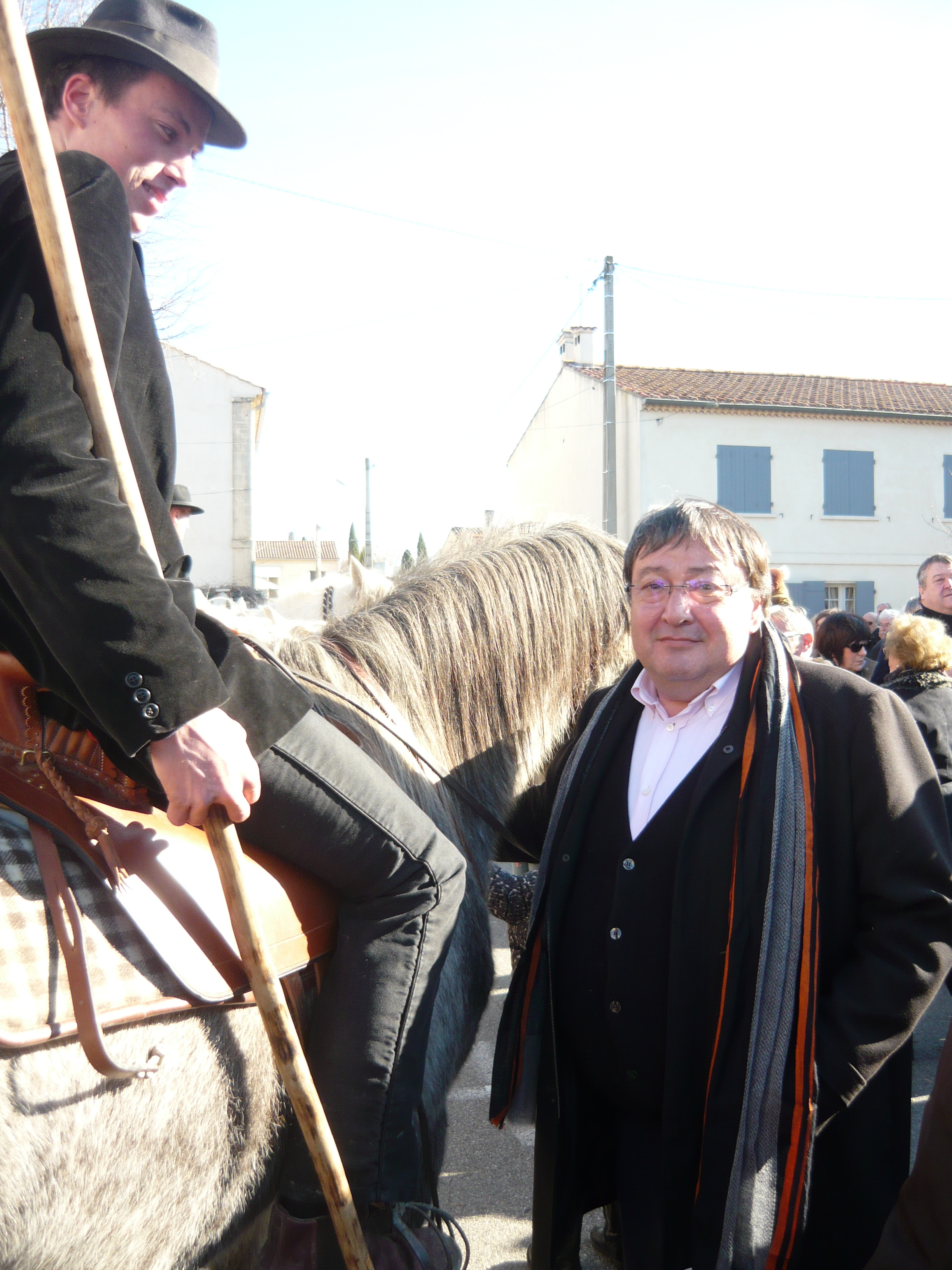
Avec le maire, prêt pour le défilé.
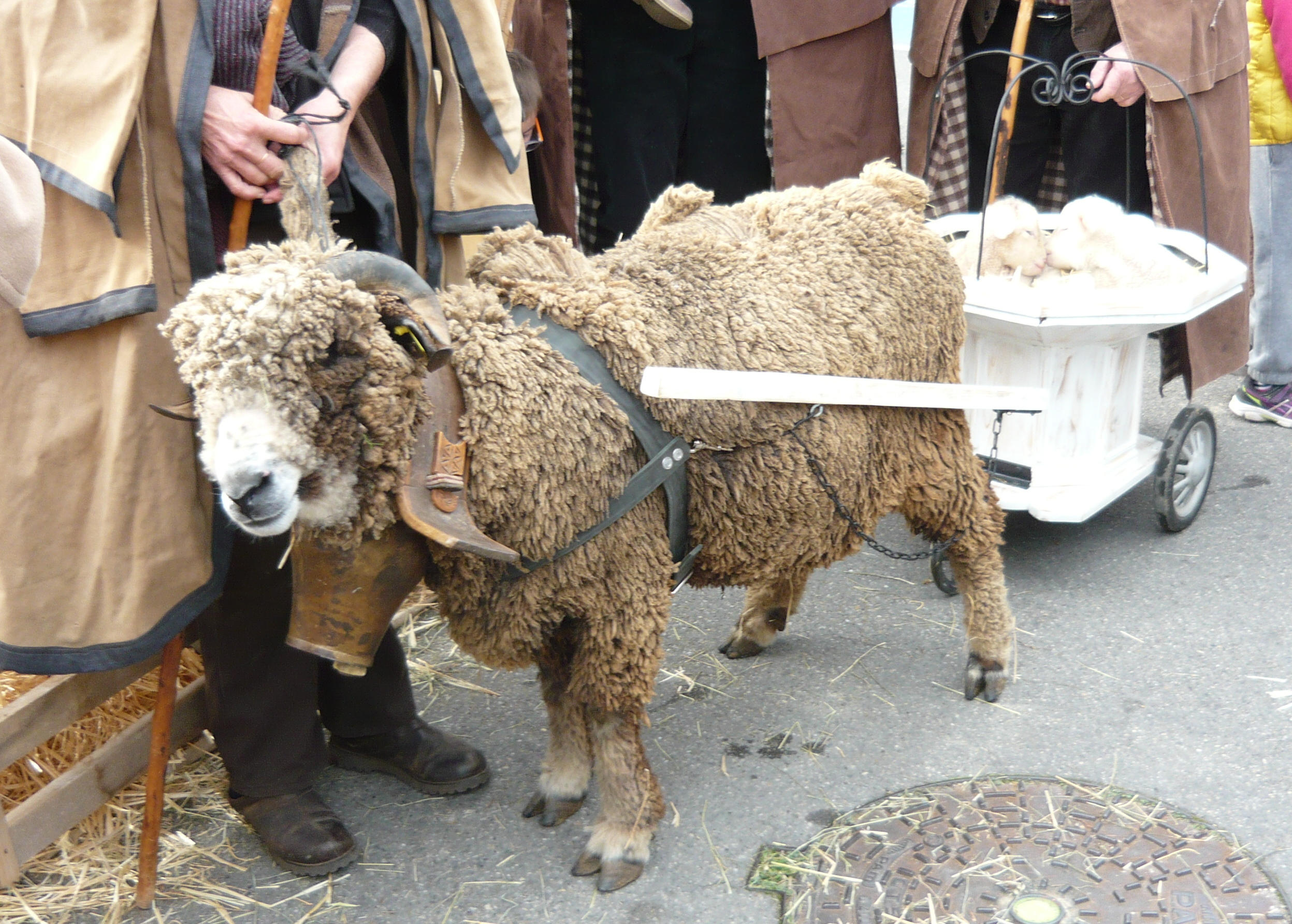
Flouca tirant le charreton  et ses agneaux.
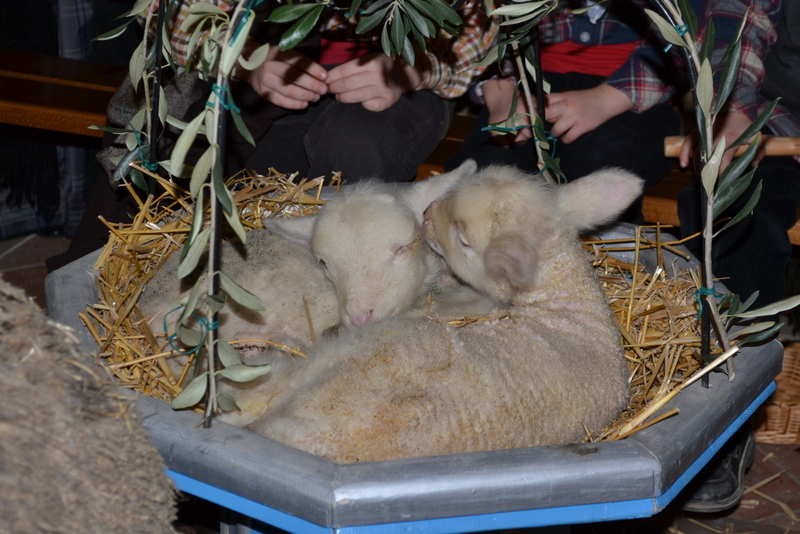
Agneaux dans le charreton.
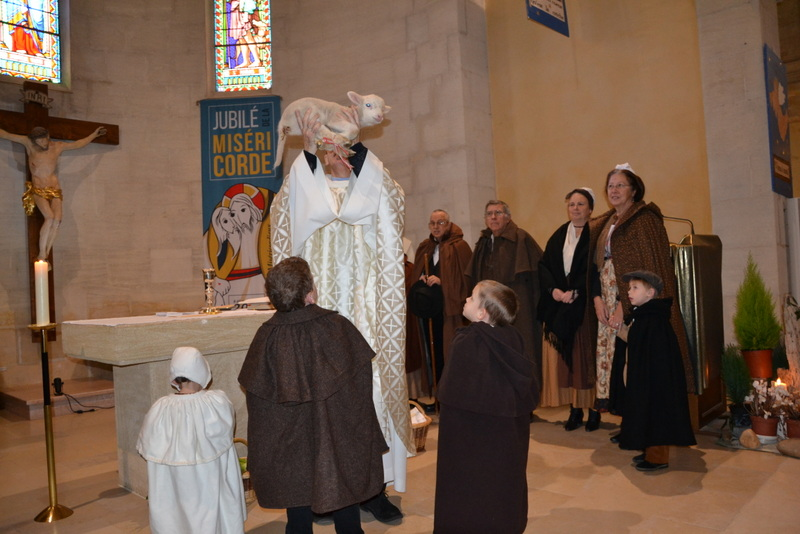
Présentation de l'agneau à l'assemblée.
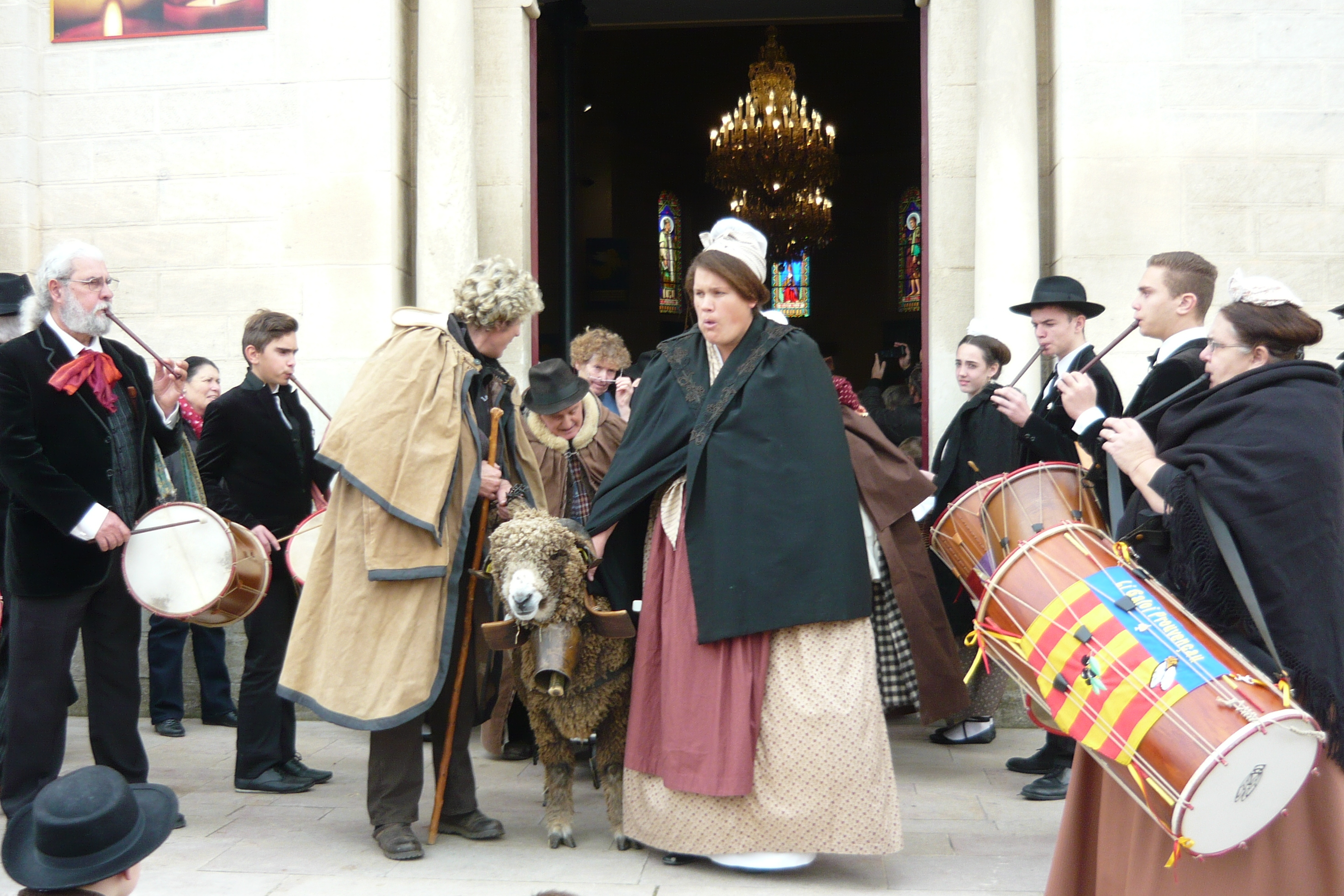
Sortie de la messe, les tambourinaires accueillent le flouca.

#### Fêtes taurines
Comme dans de nombreuses communes du pays d'Arles, Saint-Martin-de-Crau a une culture taurine très marquée. La ville est membre du l'Union des villes taurines françaises. En dehors des importants troupeaux élevés dans des manades locales, la commune a inauguré récemment de nouvelles arènes, les arènes municipales Louis-Thiers, du nom du créateur de l'Union des clubs taurins Paul Ricard Louis Thiers, sur l'avenue du Foirail. Les activités taurines sont généralement organisées par le club taurin Paul-Ricard, en activité à Saint-Martin-de-Crau depuis 1960,. Ses activités ne se cantonnent pas aux arènes et l'on mène parfois les bêtes dans les rues du centre à l'occasion de fêtes communales. En avril se tient la feria de la Crau organisée par la UNICA, dont le programme consiste en bodega, soirée espagnole, cabestria, corridas de toros, corrida concours. De même, au mois d'octobre, la finale du trophée San Juan a lieu jusqu'en 2009. Elle consiste en une course camarguaise réalisée sous l'égide de la Fédération française de la course camarguaise dans les arènes. Le mois suivant, la Patate d'or est une course camarguaise festive avec des raseteurs amateurs organisé depuis 1998. L'été, en juillet et en août, sont organisées des séances de toro-piscine aux arènes.
La Feria di Pitchoun est une journée de festivités organisée chaque année depuis 2003 destinée aux enfants de moins de 16 ans. Elle a lieu en avril, le mercredi précédent la Féria de la Crau. Les Pitchoun, environ six cents enfants, sont initiés à la course camarguaise et à la tauromachie et participent à des jeux classiques pour enfant.

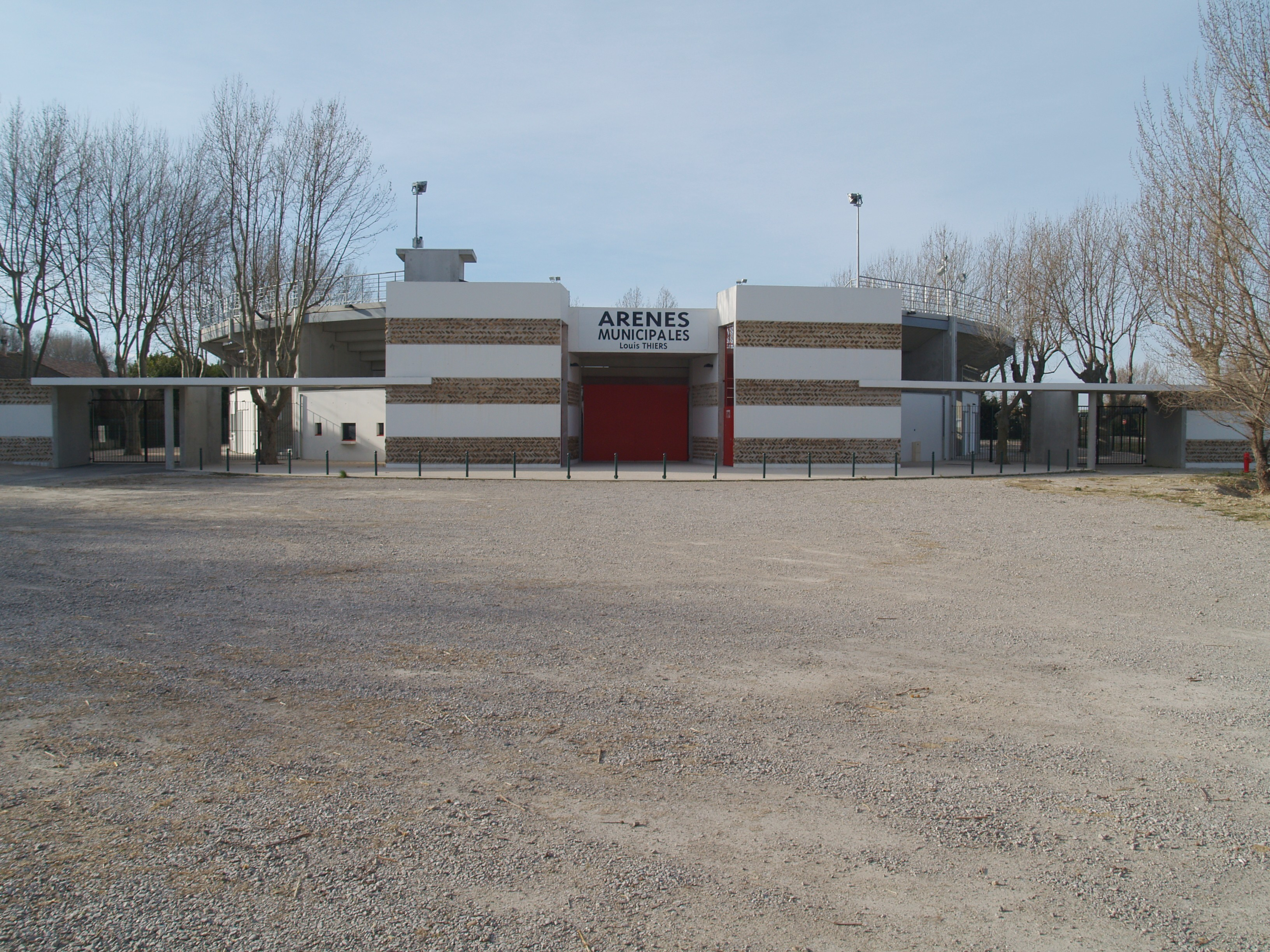
Arènes municipales Louis-Thiers.
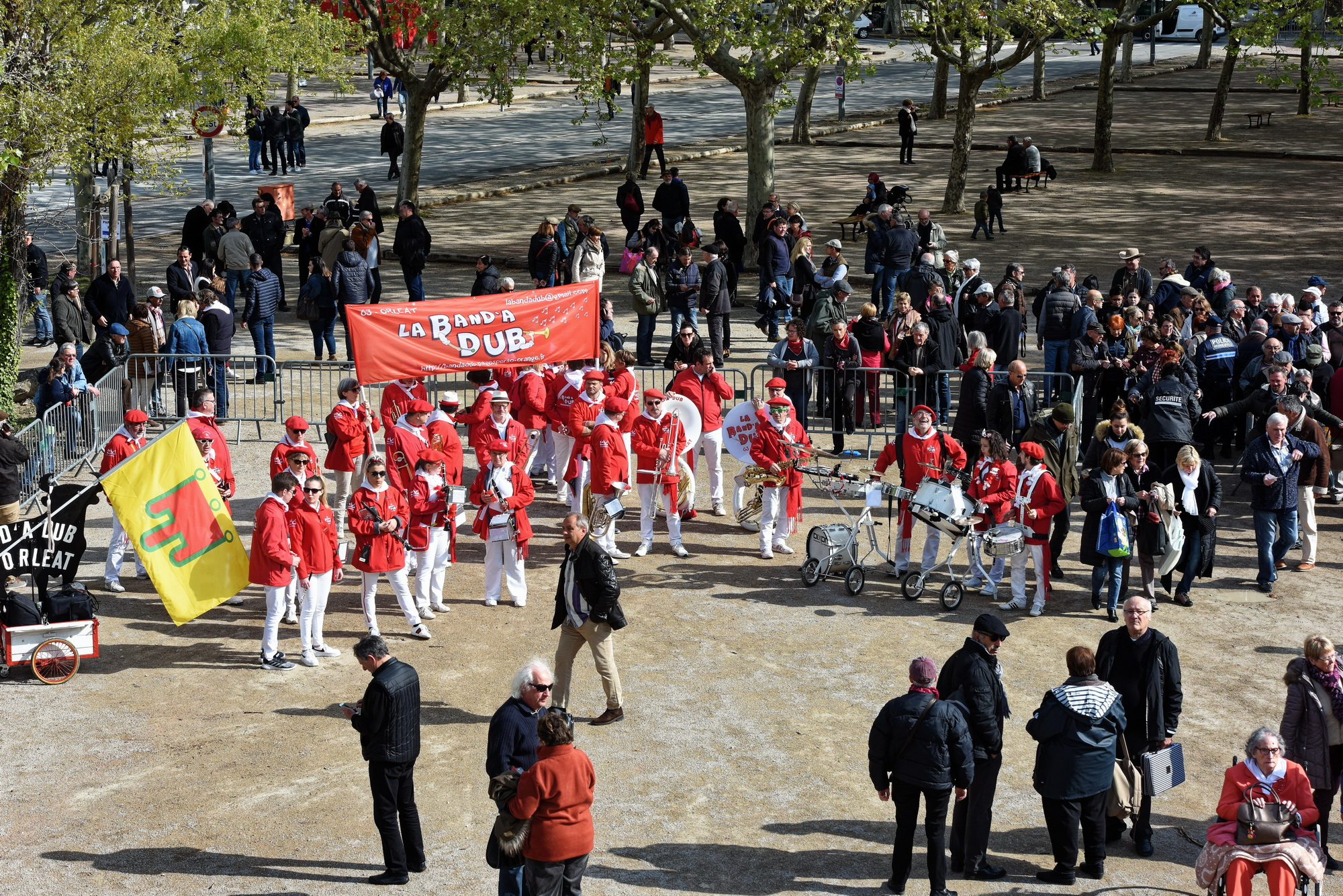
Féria de la Crau
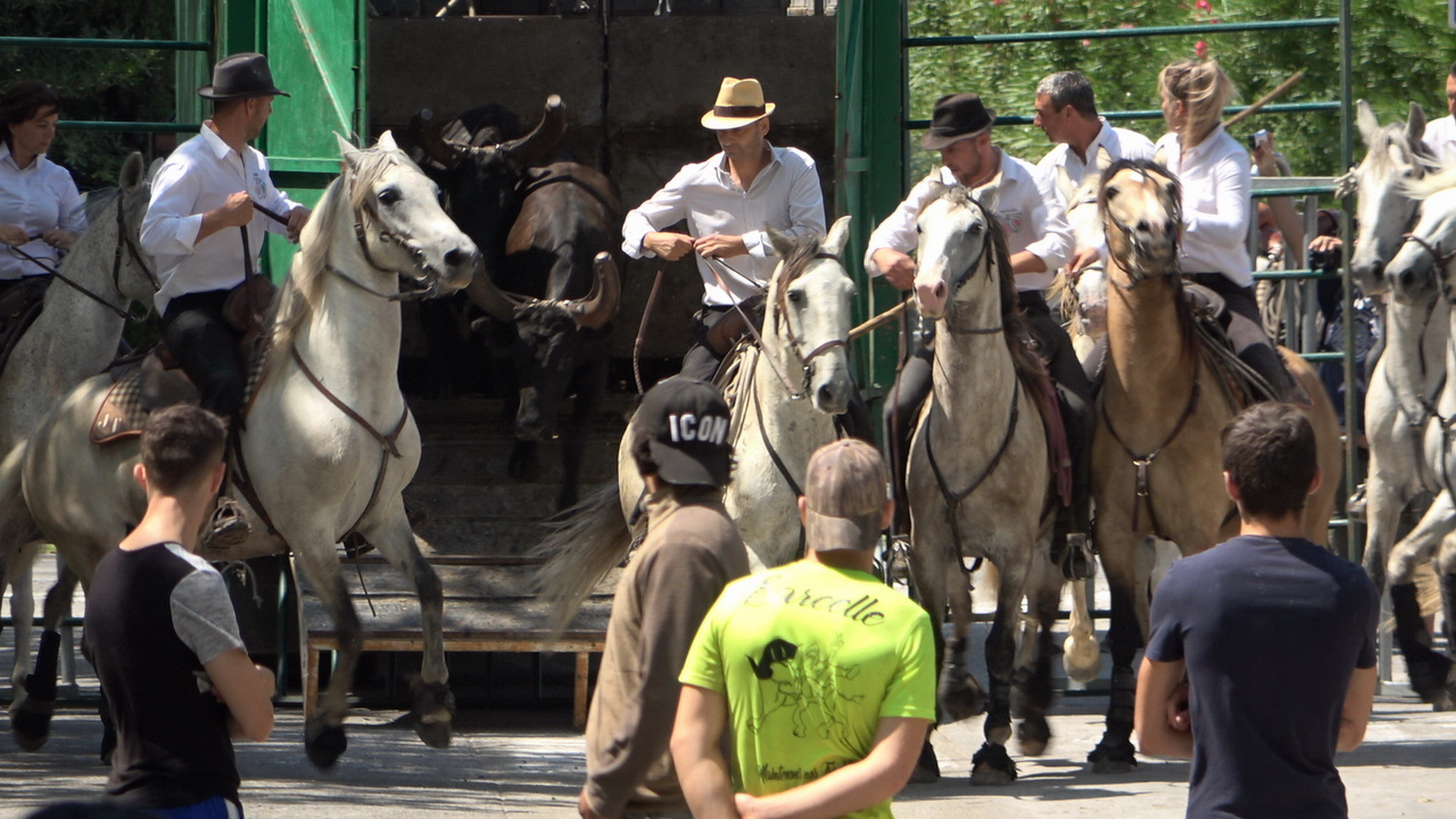
Abrivado
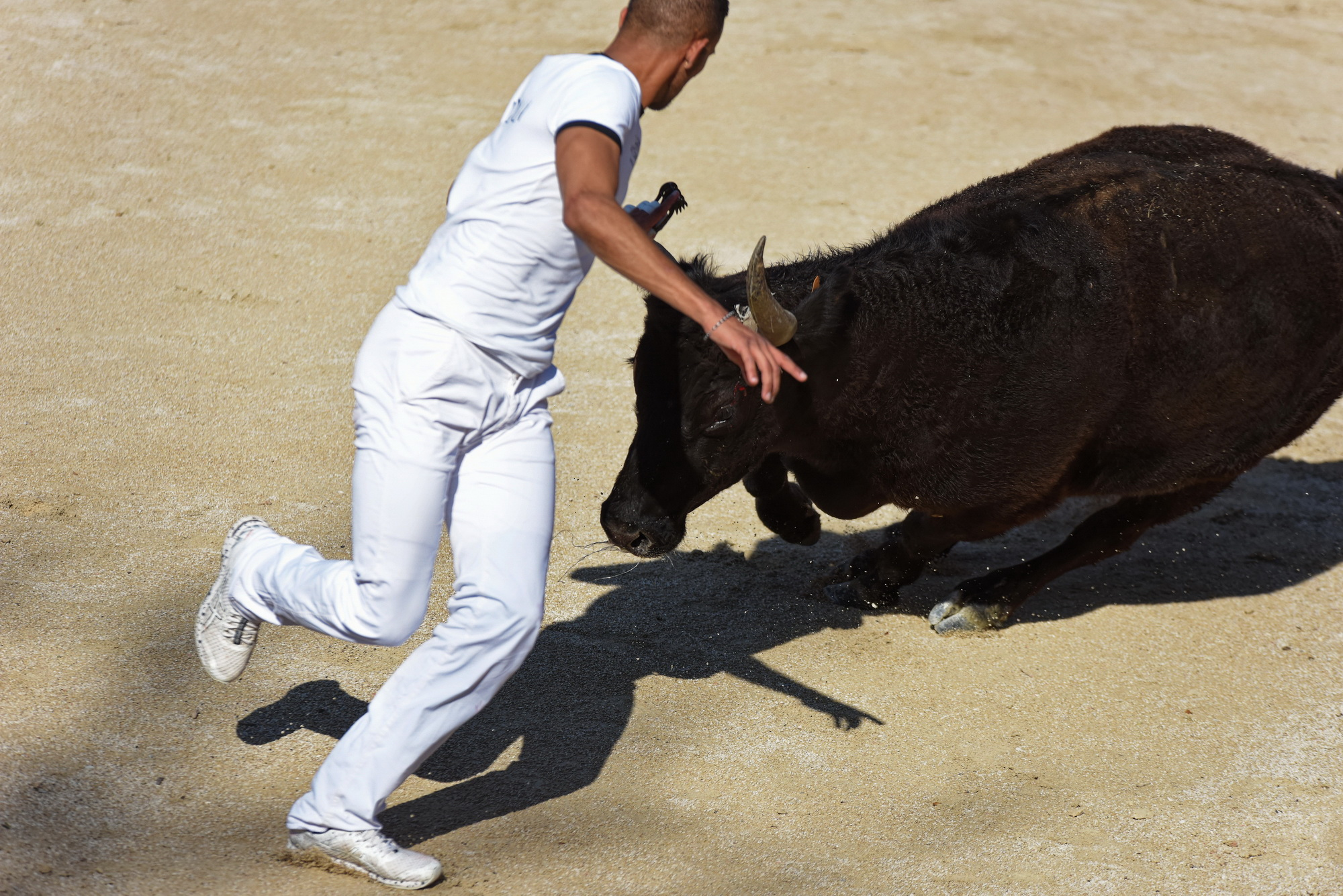
Course libre
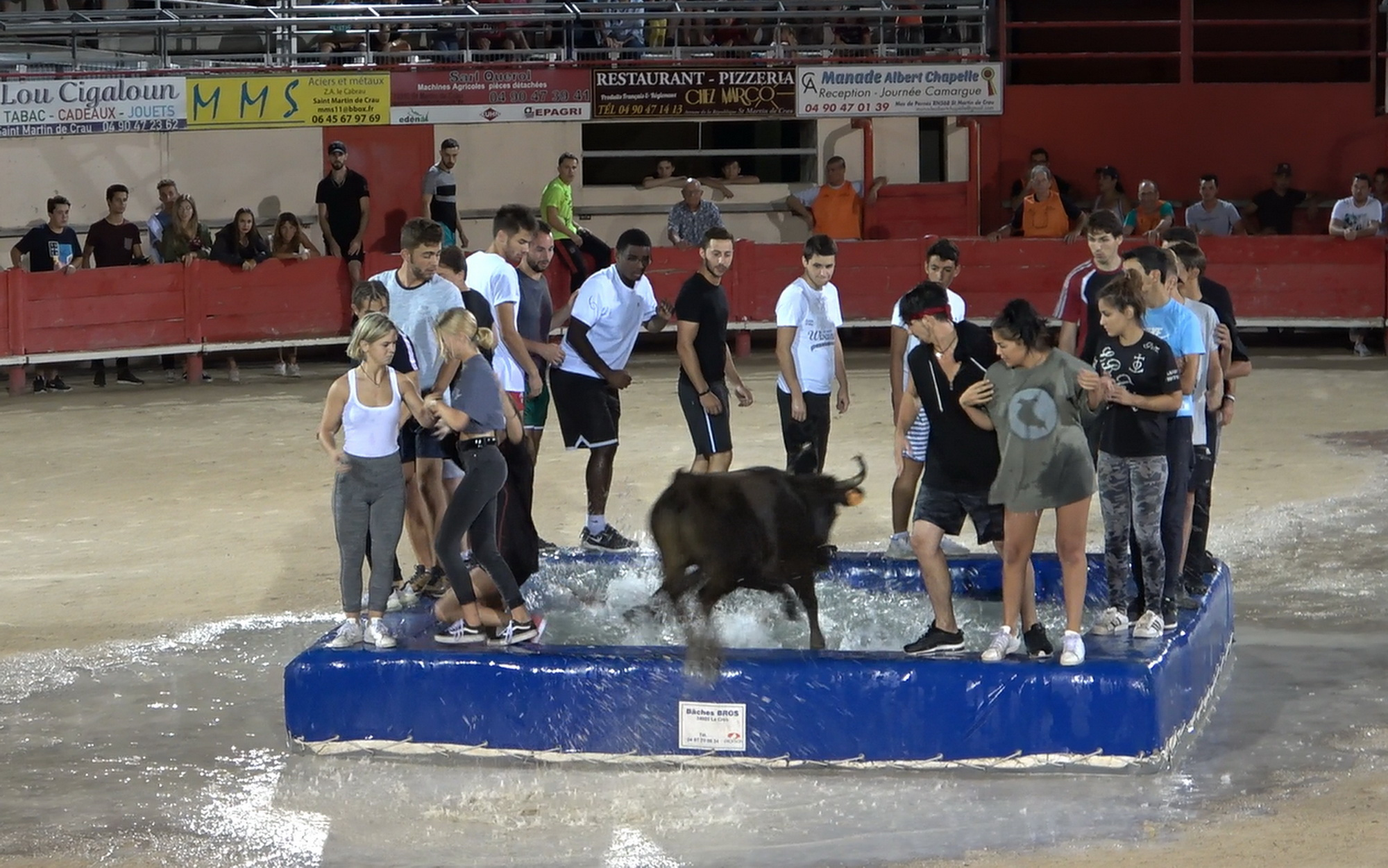
Taureau piscine

#### Manifestations musicales
Plusieurs festivités musicales ont lieu tout au long de l'année. Au printemps, il se tient le festival Voix de femmes. Un festival essentiellement féminin, il a lieu en avril depuis 2003 accompagné d'expositions, rencontres et films d'artistes féminines. Les artistes sont régionales ou connues internationalement comme Hélène Ségara, Bérengère Krief ou Jil Caplan.
Il y a notamment le festival des Aulnes, il se tient fin juillet ou début août et accueille des solistes, des chefs d'orchestre et des orchestres de renommée internationale. Cette manifestation est organisée par le festival de Musique classique de La Roque-d'Anthéron. Toujours pendant l'été, les concerts Les Vendredis au jardin présentent des musiques d'influences diverses ; il s'agit de concerts gratuit au jardin public.

### Associations

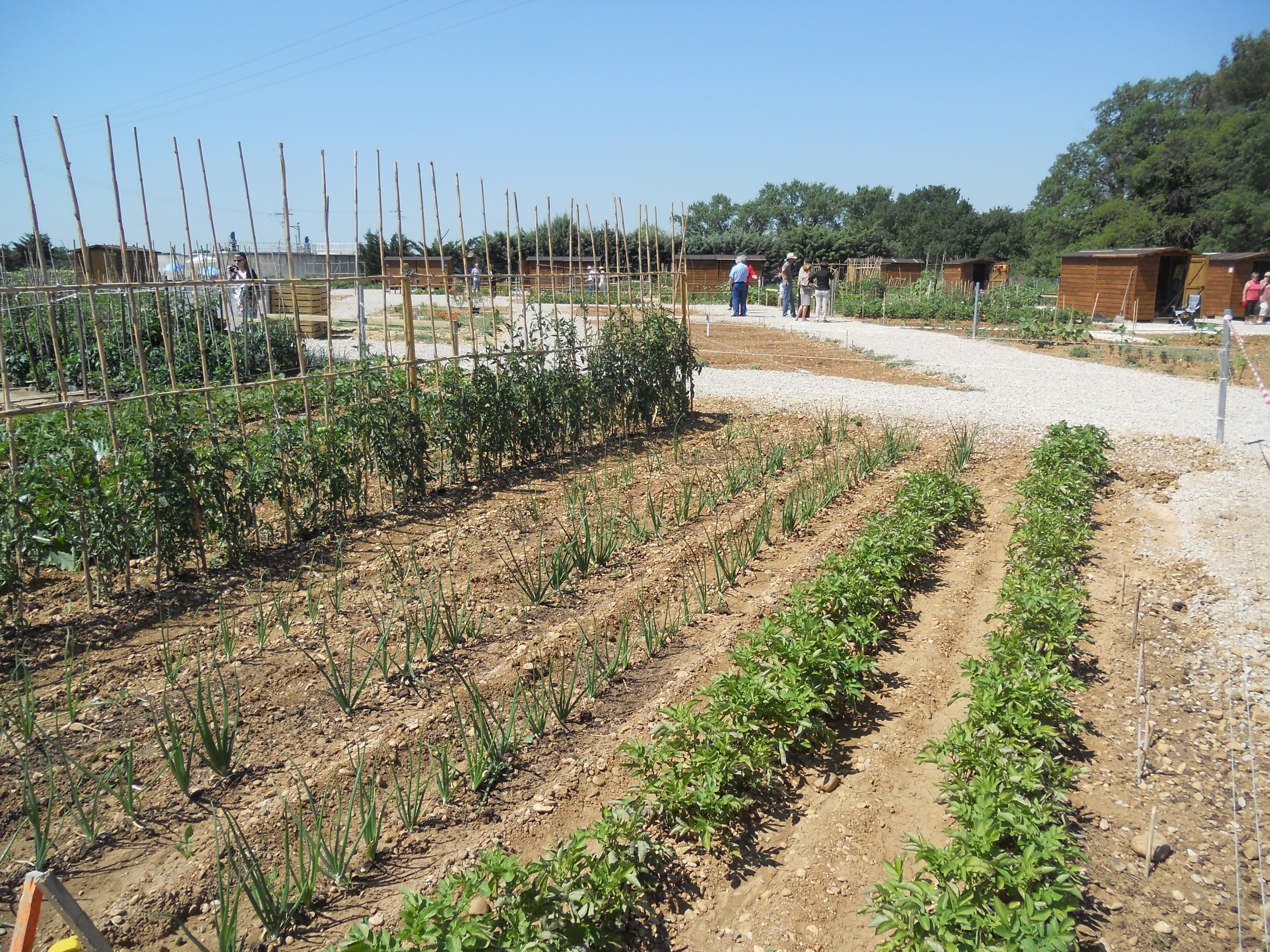
Les jardins ouvriers sont gérés par l'une des associations de la ville.

Saint-Martin-de-Crau compte près de 120 associations, liées à la culture, au sport ou à divers autres domaines. Pour permettre le bon fonction de ces associations et les faire connaître, a été créée une maison des associations, située sur la place Léon-Michaud, permettant la réservation de salles, le prêt de matériel ou assurant une fonction de conseil ou de formation.
Parallèlement à la présence de la maison des associations, une fête des associations, la « Fiest’Assos », a lieu chaque année au sortir de l'été. Elle consiste en de nombreuses animations organisées par les associations locales sur le stade des Alpilles, la Halle des sports et le Foirail.

### Sports
Les associations sportives de Saint-Martin-de-Crau sont présentes dans de nombreux domaines. Plusieurs équipes de sport collectif y ont été fondées, comme le Saint-Martin XIII (club de rugby à XIII), le Handball Club Saint-Martinois (handball), le Sporting Club Saint-Martinois (football), le Crau Basket Club (basket-ball) ou encore le Volley Club (volley-ball).
Le Sporting Club Saint-Martinois organise un tournoi international de football pour les U11 en mai, avec 24 équipes réunies. De plus, un autre tournoi régional de football multi-catégories, se tient en mai, avec 32 équipes.
D'autres sports y sont aussi pratiqués, comme l'escrime (Amicale Crau-Alpilles Escrime), le golf (Golf Club Saint-Martinois), le cyclisme (Cyclo Sport Craven, Rayon d'Or de la Crau, Cyclos Réunis de la Crau), etc..
Il est également possible de pratiquer la pêche, à environ deux kilomètres à l'ouest du centre-ville, au parcours de la Chapelette. La bonne oxygénation des eaux permet la prise de nombreuses truites farios et arc-en-ciel, mais aussi de carpes et de goujons.

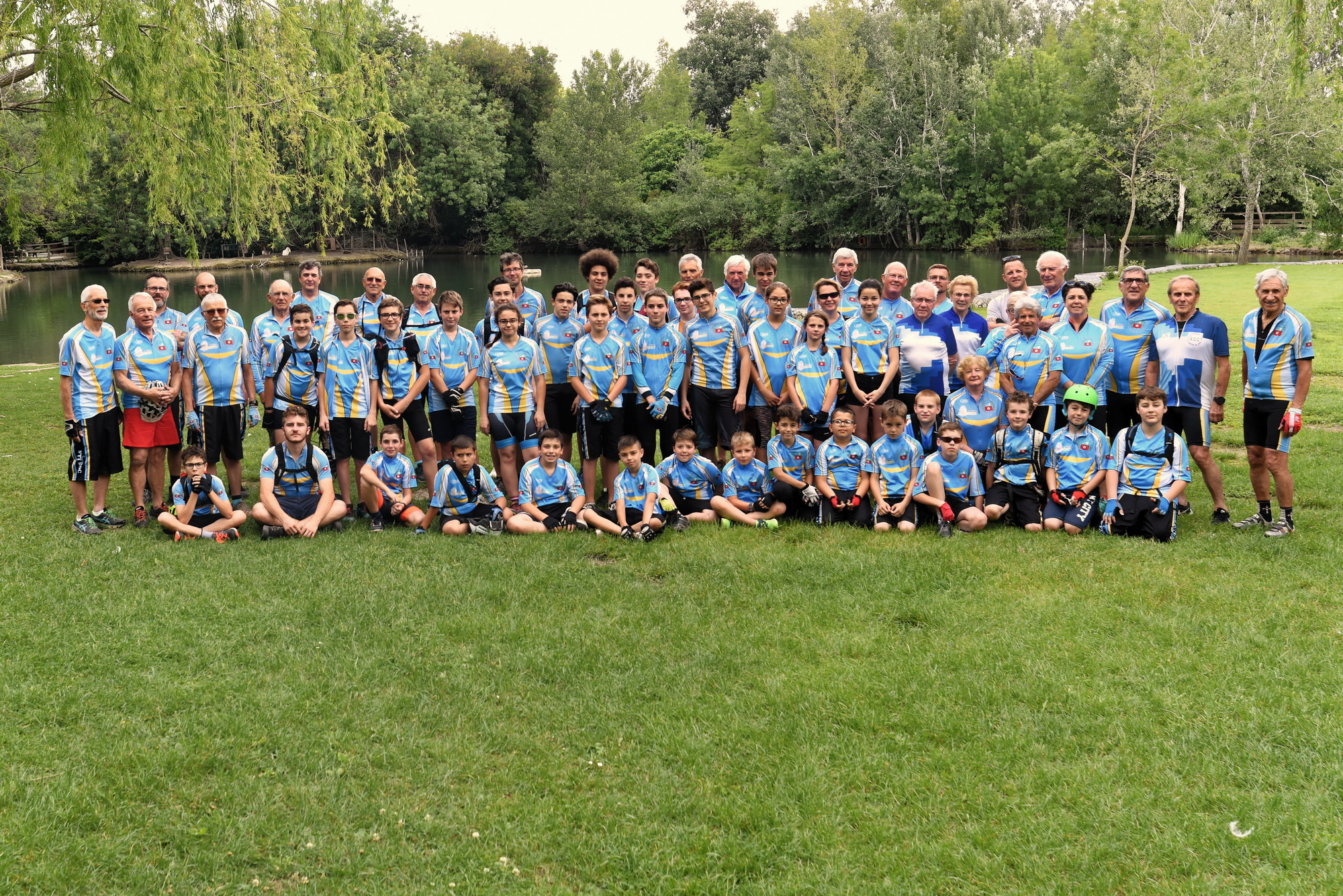
Rayon d'Or de la Crau
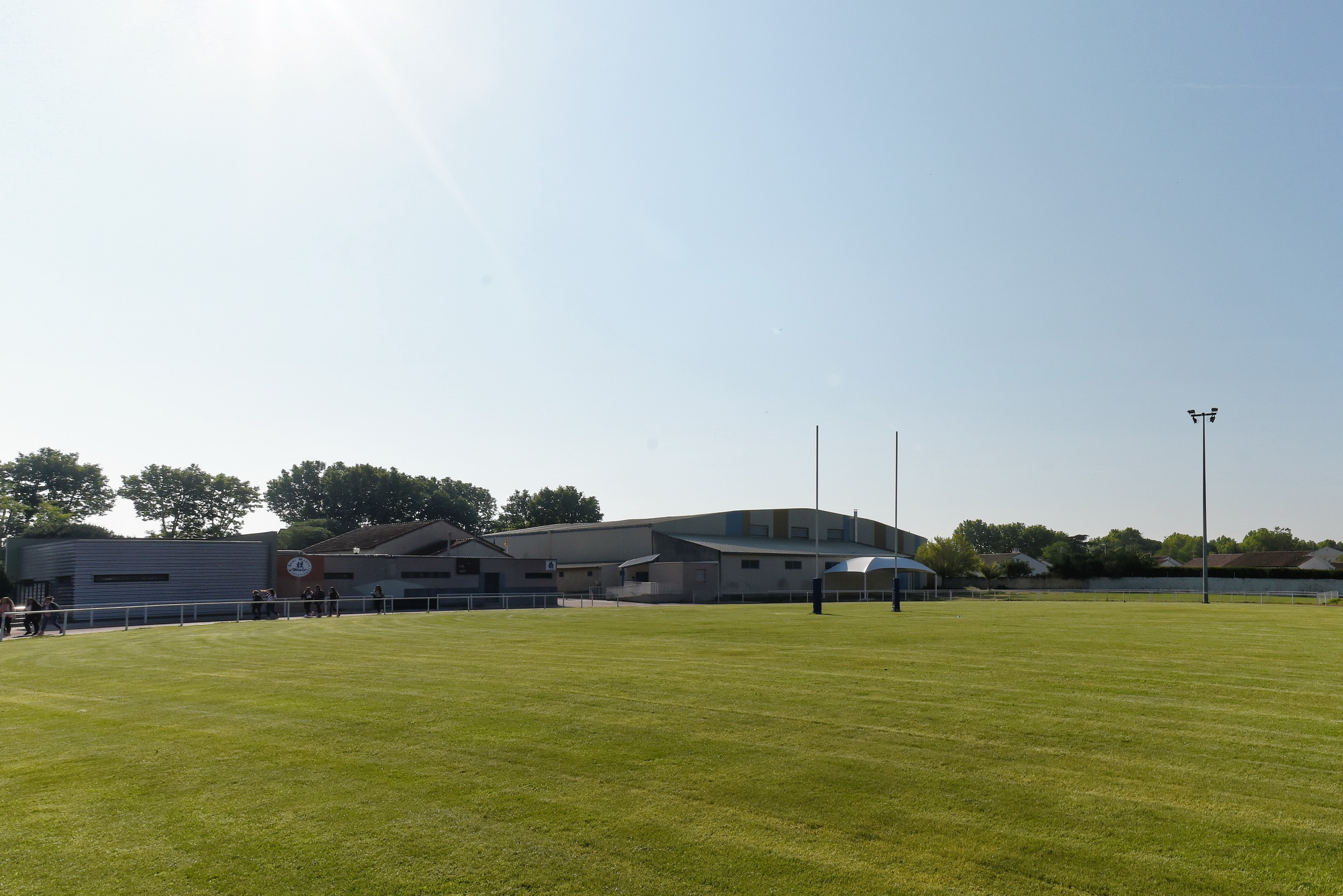
Stade de rugby à XIII Théo-Quenin

### Santé

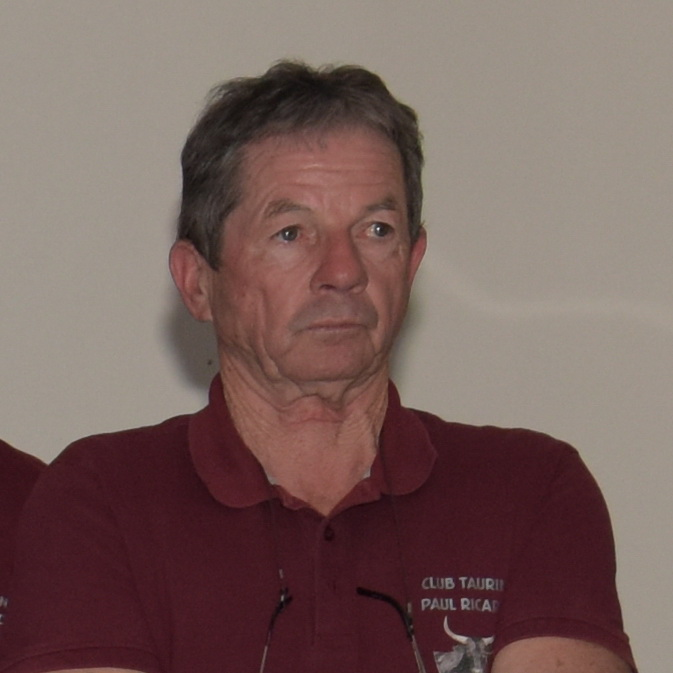
Émile Dumas

L'hôpital le plus proche est le Centre Hospitalier d'Arles Joseph Imbert.
La ville compte en 2016 quatre pharmacies, onze médecins généralistes et une clinique vétérinaire.

### Personnalités liées à la commune
- Marcel Jullian, natif de Châteaurenard, a passé les dernières années de sa vie à Saint-Martin-de-Crau.
- René Fontès, ancien président (2004-2013) de l'ASM Clermont Auvergne, natif de Saint-Martin-de-Crau.
- Léopold Margaillan, raseteur, natif de Saint-Martin-de-Crau.
- Émile Dumas, raseteur, citoyen d'honneur de Saint-Martin.
- Vincent Fichot, originaire de la commune, connu pour son action pour son combat pour obtenir la garde de ses enfants[107].

### Héraldique
| Armes de Saint-Martin-de-Crau | Les armes peuvent se blasonner ainsi : Coupé : au 1er d'azur aux trois rayons d'or en barre mouvant du chef à senestre, une cape de berger d'argent suspendue au premier et brochant sur les autres, au 2e de gueules au mouton d'argent. |

## Économie
Saint-Martin-de-Crau a l'avantage de se trouver à un carrefour idéal entre l'Espagne et l'Italie, sur la voie rapide 113, ainsi qu'entre l'Europe du Nord et la Méditerranée (passage de l'A7 à Salon-de-Provence). De plus, le territoire de la commune étant très étendu, de nombreux terrains sont disponibles pour un développement économique. L'implantation de plusieurs entreprises en zones industrielles a débuté à la fin des années 1990, permettant, en une dizaine d'années, de faire passer le nombre d'emplois dans ces zones d'une vingtaine à plus de 1 500.
La zone industrielle est dénommée « zone du Bois-de-Leuze ». La zone d'artisanat du Salat et de la Chapellette est en voie d'achèvement.
En 2008, la commune de Saint-Martin-de-Crau a été récompensée par le label « Ville Internet @ ». De 2009 à 2014, « Ville Internet @@ ». De 2015 2017, « Ville Internet @@@@ ». Depuis 2019, elle est labellisée « Ville Internet @@@@@ ».

### Revenus de la population et fiscalité
En 2008, le revenu fiscal médian par ménage était de 18 308 €, ce qui plaçait Saint Martin de Crau au 11 448e rang  parmi les 31 604 communes de plus de cinquante ménages en métropole.

### Emploi
En 2005, il y avait 1 650 emplois par les zones industrielles.
Les chiffres du recensement de 2008 laissent apparaître que l'essentiel des hommes actifs sont des ouvriers tandis que les femmes sont des employées. Le tableau de la population de quinze ans ou plus par catégorie socio-professionnelle se présente comme suit :
| Catégories                                        | Hommes | Femmes |
| ------------------------------------------------- | ------ | ------ |
| Agriculteurs exploitants                          | 0104   | 029    |
| Artisans, commerçants, chefs d'entreprise         | 0230   | 0118   |
| Cadres et professions intellectuelles supérieures | 0342   | 0160   |
| Professions intermédiaires                        | 0715   | 0491   |
| Employés                                          | 0285   | 1142   |
| Ouvriers                                          | 0948   | 0278   |
| Retraités                                         | 1363   | 1264   |
| Autres personnes sans activité professionnelle    | 0403   | 1247   |
| Total                                             | 4 390  | 4 727  |

### Entreprises de l'agglomération
En 2006, Saint-Martin-de-Crau comptait 455 entreprises, se décomposant comme suit : 54 dans le secteur de l'industrie, 53 dans celui de la construction, 141 commerces et 207 sociétés de service.

### Agriculture
La commune est le premier producteur français de nectarines. Elle produit aussi de l'huile d'olive de la vallée des Baux-de-Provence est protégée par une appellation d'origine contrôlée (AOC) depuis un décret pris par l'INAO, le 27 août 1997. Les variétés d'olives qui entrent dans son élaboration sont la salonenque, la beruguette, la grossane et la verdale des Bouches-du-Rhône. Elle produit aussi des olives cassées et des olives noires qui relèvent du même décret de l'INAO. Les variétés d'olives cassées proposées à la commercialisation sont la salonenque et la beruguette. Pour les olives noires, la seule variété acceptée est la grossane,.

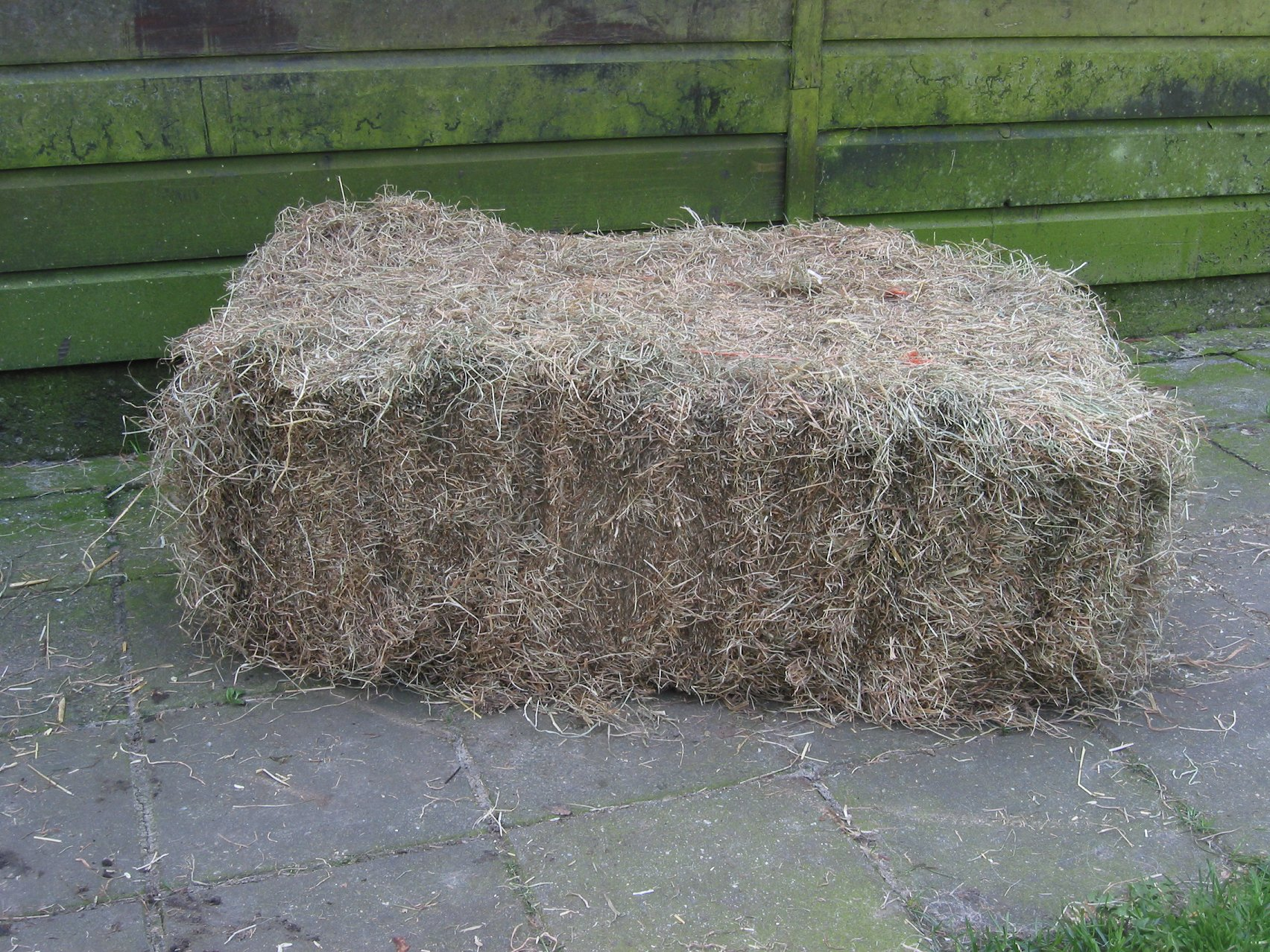
Foin de Crau avec l’AOC.

Le foin de Crau AOC est un foin produit dans la plaine de la Crau, qui bénéficie depuis 1997 d'une appellation d'origine contrôlée (AOC). C'est le premier aliment pour animaux à bénéficier d'une telle distinction. Il est emballé grâce à une ficelle rouge et blanche. Sa récolte a été rendue possible dès le XVIe siècle, lorsque le premier canal d’irrigation vit le jour en Crau, grâce à Adam de Craponne. Ainsi, les eaux de la Durance purent être prélevées et acheminées jusqu’en Crau, premièrement vers Salon de Provence, passant par Saint-Martin-de-Crau puis vers Arles. Petit à petit, des canaux secondaires sont apparus et constituent aujourd’hui un réseau superficiel de plusieurs centaines de kilomètres agrandissant ainsi la surface de Crau irriguée consacrée essentiellement à la production de foin.

### Pastoralisme

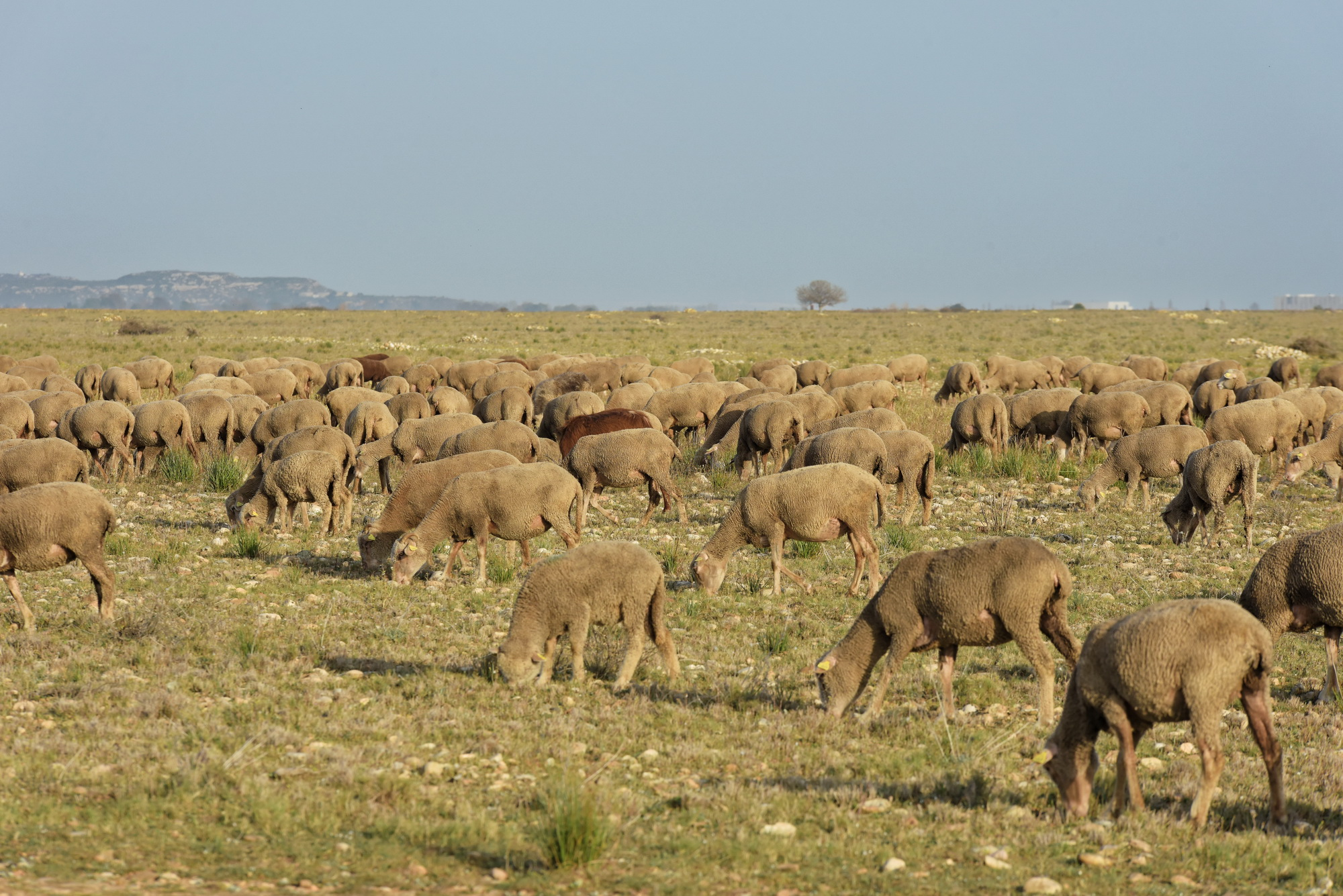
Mérinos en Crau

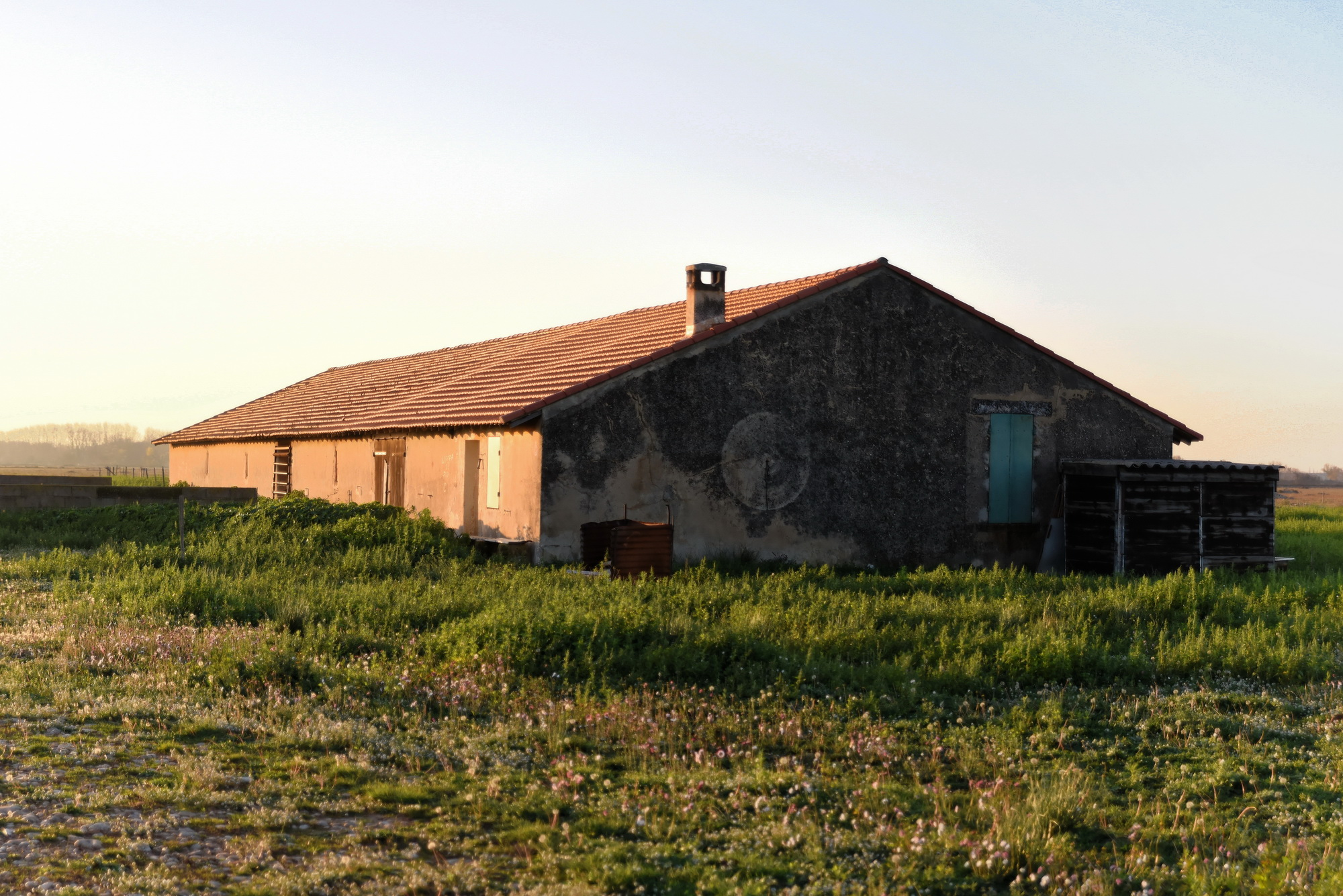
Bergerie de l'Opéra

Le pastoralisme ovin à Saint-Martin-de-Crau est intrinsèquement lié à la vie de la ville. Déjà, à l’époque néolithique, où les toutes premières bergeries ont été trouvées près de l’étang des Aulnes, les moutons paissaient dans les pâturages de la commune. La période romaine, avec l’installation des vétérans de la VIème légion romaine auquel une partie de la Crau avait été accordée marque le début d’un élevage plus expansif qui va ne cesser de se développer. Aussi, à la fin de la période médiévale (XIVe siècle-XVe siècles), la transhumance estivale, telle qu’elle est pratiquée encore de nos jours, est organisée et s’ancre dans le territoire arlésien dont la commune Saint-Martinoise faisait partie. Le XIXe siècle marque un tournant avec l’importation et l’élevage du mérinos qui fait encore la renommée de la ville actuellement. N’ayant de cesse de se développer au fil des siècles, l’élevage des moutons touche désormais tous les secteurs d’activité (élevage, industrie, culture) et dont les fêtes telles que le pastrage ou le défilé de moutons lors de la fête du printemps sont des témoignages emblématiques. L’élevage ovin, comme l’indiquent le blason et la devise de la ville en est la principale richesse ainsi que l’une des composantes essentielles de l’identité de la commune au point de faire partie de la commande publique.

### Décharge
De 1912 à 2010, la ville accueille les déchets ménagers de Marseille dans la décharge de Marseille. En 2010, la décharge ferme et les déchets de la ville de Marseille sont acheminés à l'incinérateur de Fos-sur-Mer.

### Énergies
Plusieurs sites de production d'énergies sont présents sur la commune avec notamment la production d'énergie renouvelable avec des panneaux solaires et des éoliennes.
Deux pipelines pour le transport de gaz et de pétrole sont présents sur la commune. Il s'agit de l'oléoduc sud-européen et du gazoduc Eridan,.

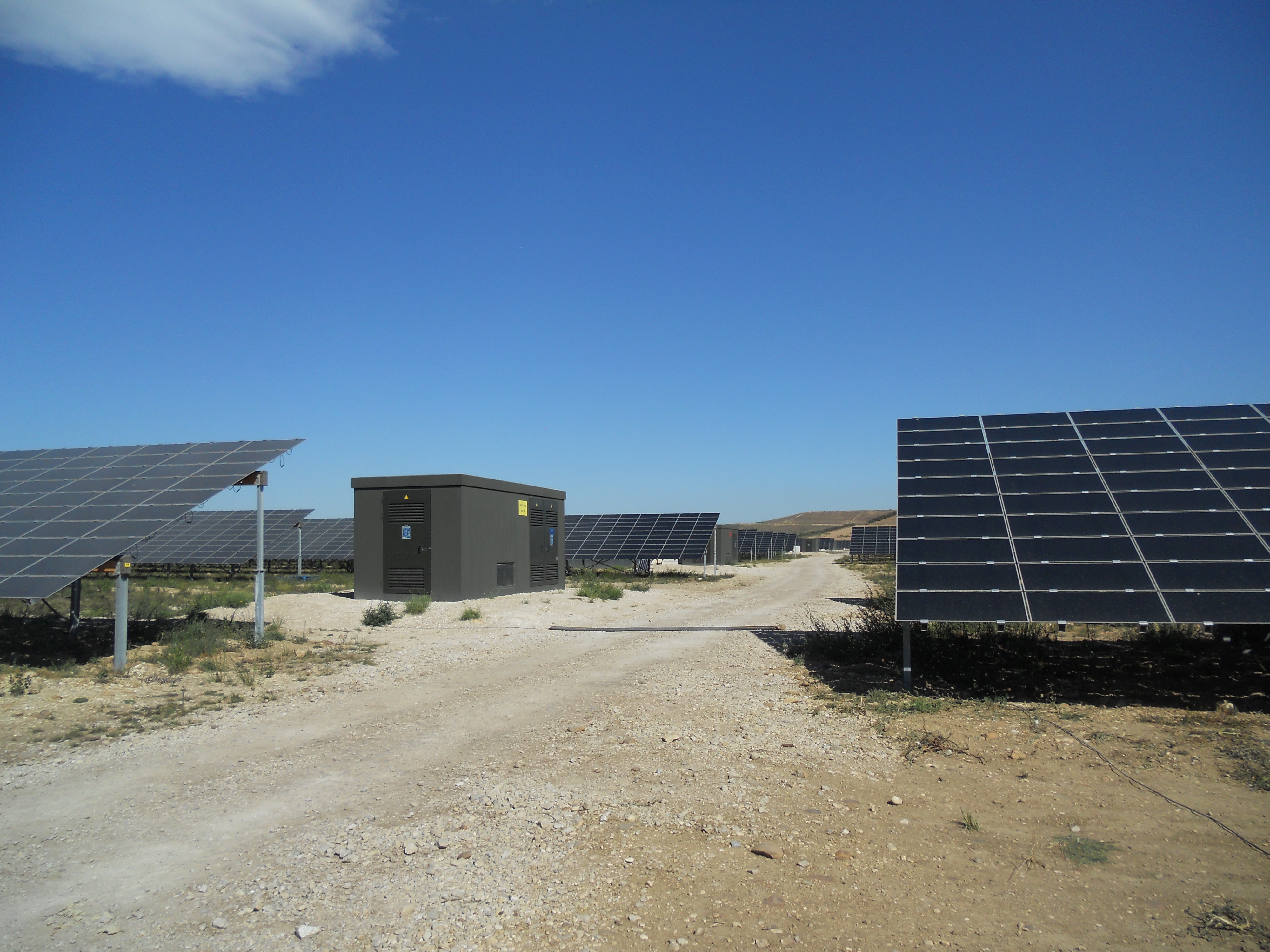
Panneaux solaires au pied de la décharge de Marseille.
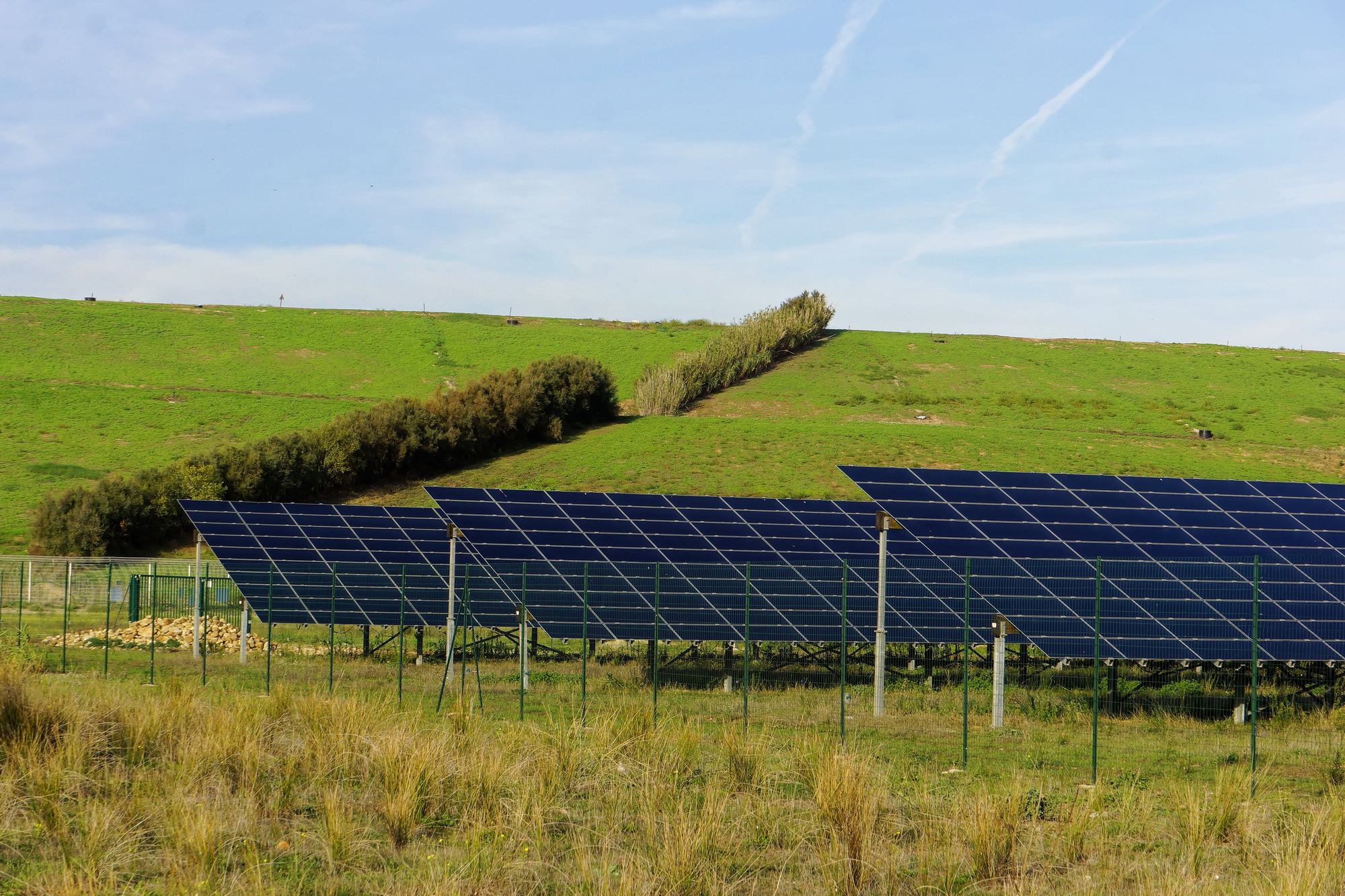
Reconversion de la décharge de la ville de Marseille
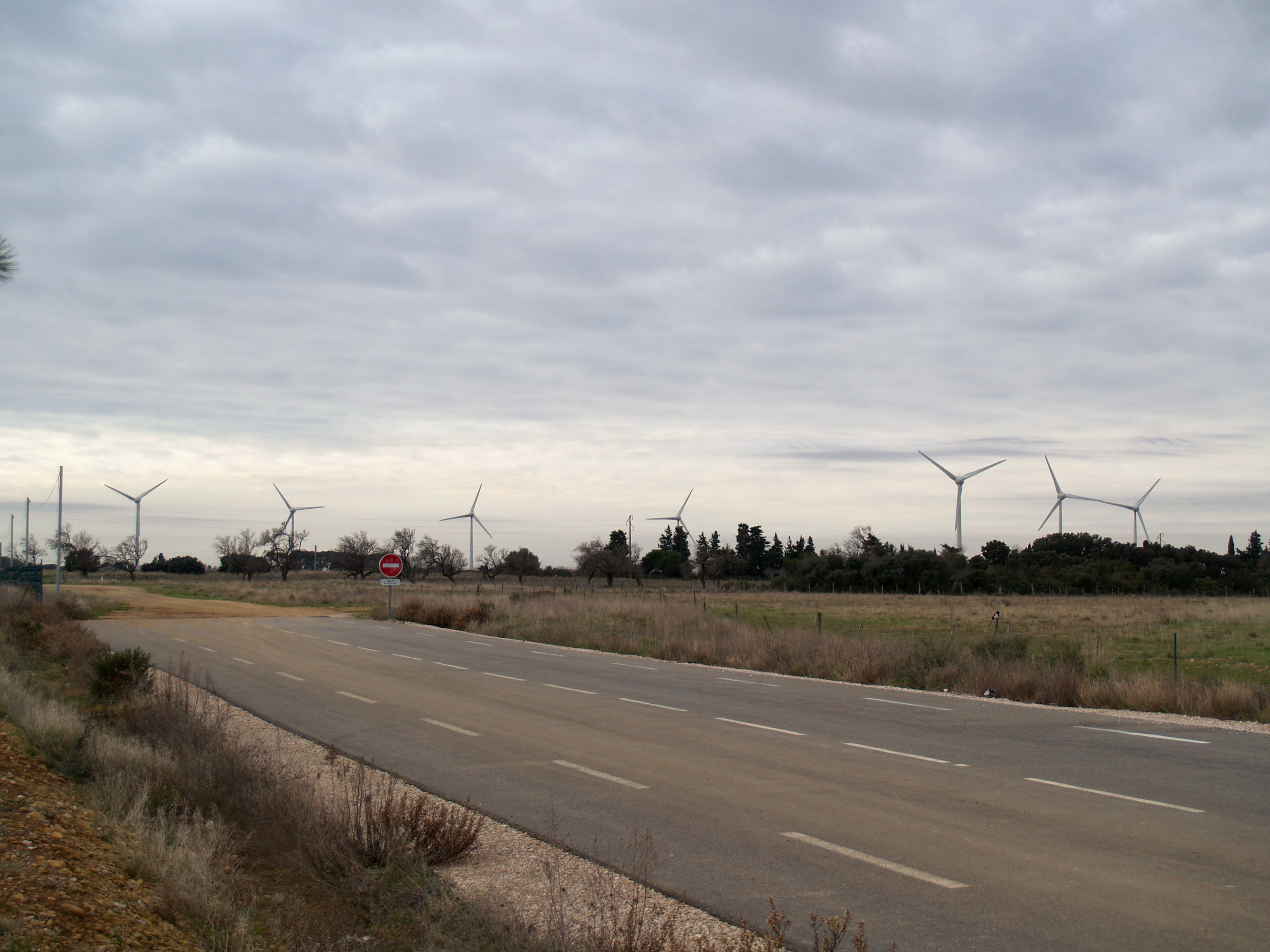
Éoliennes du Mas de Leuze.
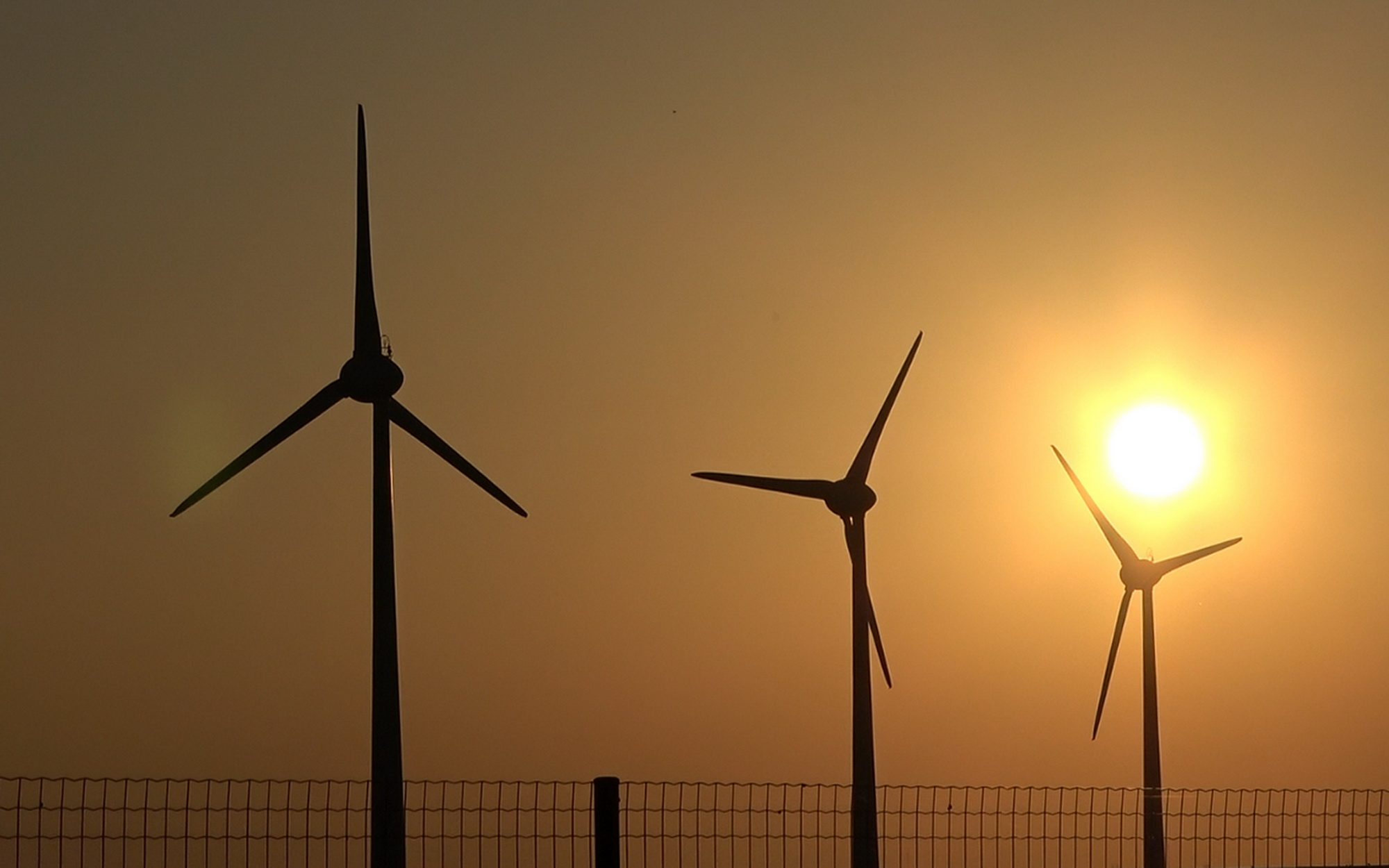
Éoliennes du Mas de Leuze.

### Industrie
Les principales entreprises liées à l'industrie implantées à Saint-Martin-de-Crau sont des plateformes logistiques d'entreposage. Mais on y trouve d'autres industries, comme une station de recompression du réseau de gaz naturel et une entreprise de fabrication d'explosif (quartier de La Dynamite, usine nitrochimie, implantée à Saint-Martin-de-Crau depuis la fin du XIXe siècle). Somefor, spécialiste de la fabrication de peinture à façon (Groupe peintures Maestria), se trouve sur la zone industrielle du Bois-de-Leuze.
Depuis les années 2000, la commune compte deux zones industrielles, qui représentent 26 hectares de superficie en 2007, et à l'horizon 2015 près de 120 hectares devraient être construits.

### Tourisme
La ville compte en 2020 un camping, et quatre hôtels (hôtel de la gare, hôtel ibis, hôtel de l'avenir, hôtel résidence la transhumance.

### Transports
Saint Martin de Crau est desservie gratuitement via la ligne Navia S.

## Culture et patrimoine

Plan de l'église primitive de Saint-Martin-de-Crau (1637-1868).
Légende :
1. Maître-autel. 2. Autel de la Vierge. 3. Chaire et son escalier. 4. Confessionnal et magasin des chaises. 5. Banc des marguilliers. 6. Fonts baptismaux. 7. Tambour de l'église. 8. Maison curiale avec entrée dans l'église.

### Légende
Le dixième travail d'Hercule se déroulerait en partie dans le pays de Saint-Martin-de-Crau. Hercule a vaincu le géant aux trois corps Géryon et revient avec le troupeau de bœuf de Géryon en longeant la côte méditerranéenne. Poursuivi par les Ligures, Hercule est en difficulté dans la Crau. Zeus lui vient en aide en bombardant les Ligures avec des galets que l'on peut toujours voir aujourd'hui dans la réserve naturelle des Coussouls de Crau.

### Patrimoine naturel
- Crau (Natura 2000)
- Massif des Alpilles (Parc naturel régional des Alpilles)

### Patrimoine religieux
- Église Saint-Martin : Un édifice du culte catholique existe à Saint-Martin-de-Crau depuis au moins le Xe siècle, même si le bâtiment actuel ne date que de 1876[125].

### Patrimoine laïque
- Le monument aux morts.
- Écomusée de la Crau.

### Média

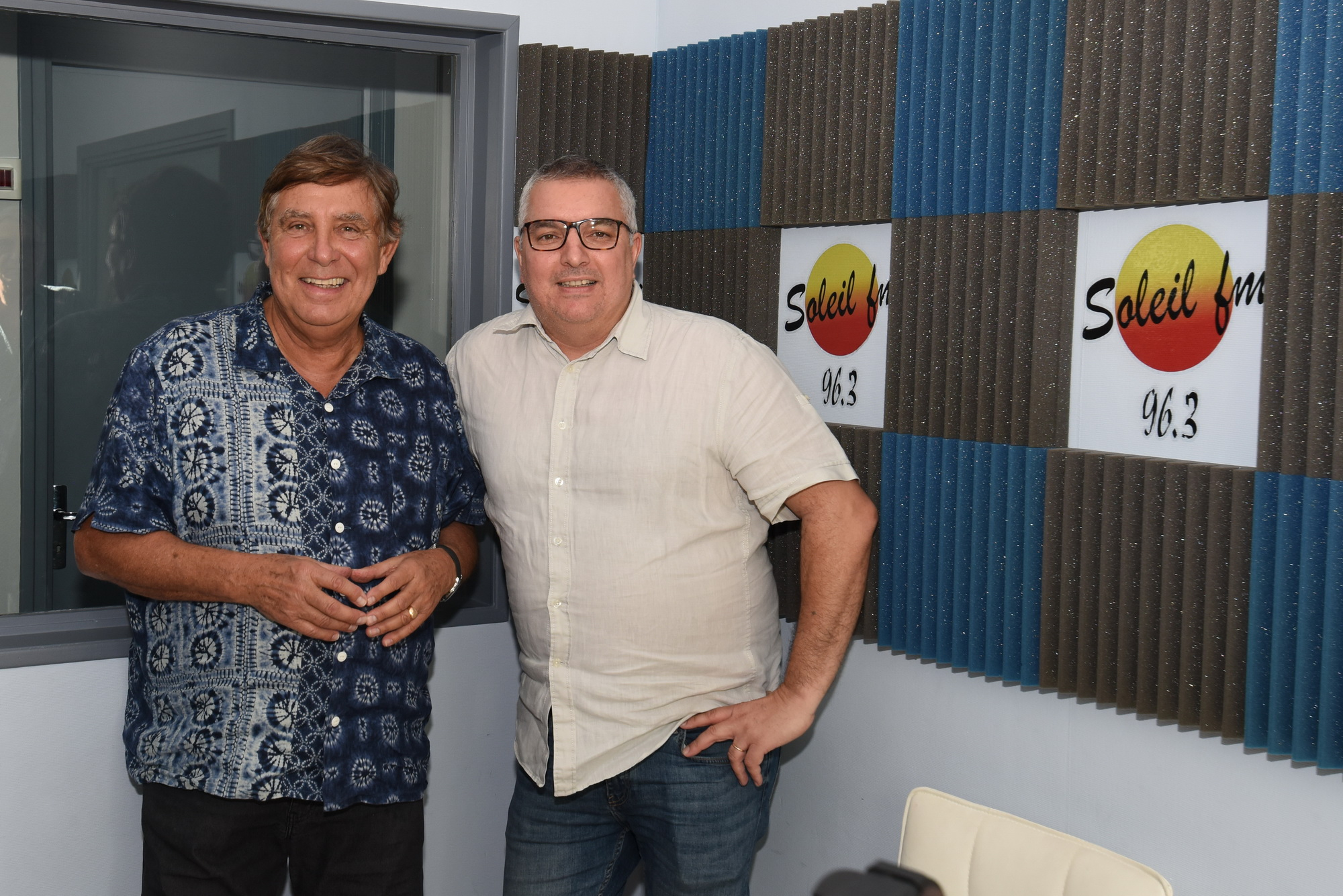
Jean Pierre Foucault et Hakim Yckache - Soleil FM

Plusieurs médias couvrent la commune ; notamment la radio Soleill FM qui est basée dans la ville. Deux journaux, La Provence et La Marseillaise, couvrent la ville dans leurs éditions Arles.

### Lieux et monuments

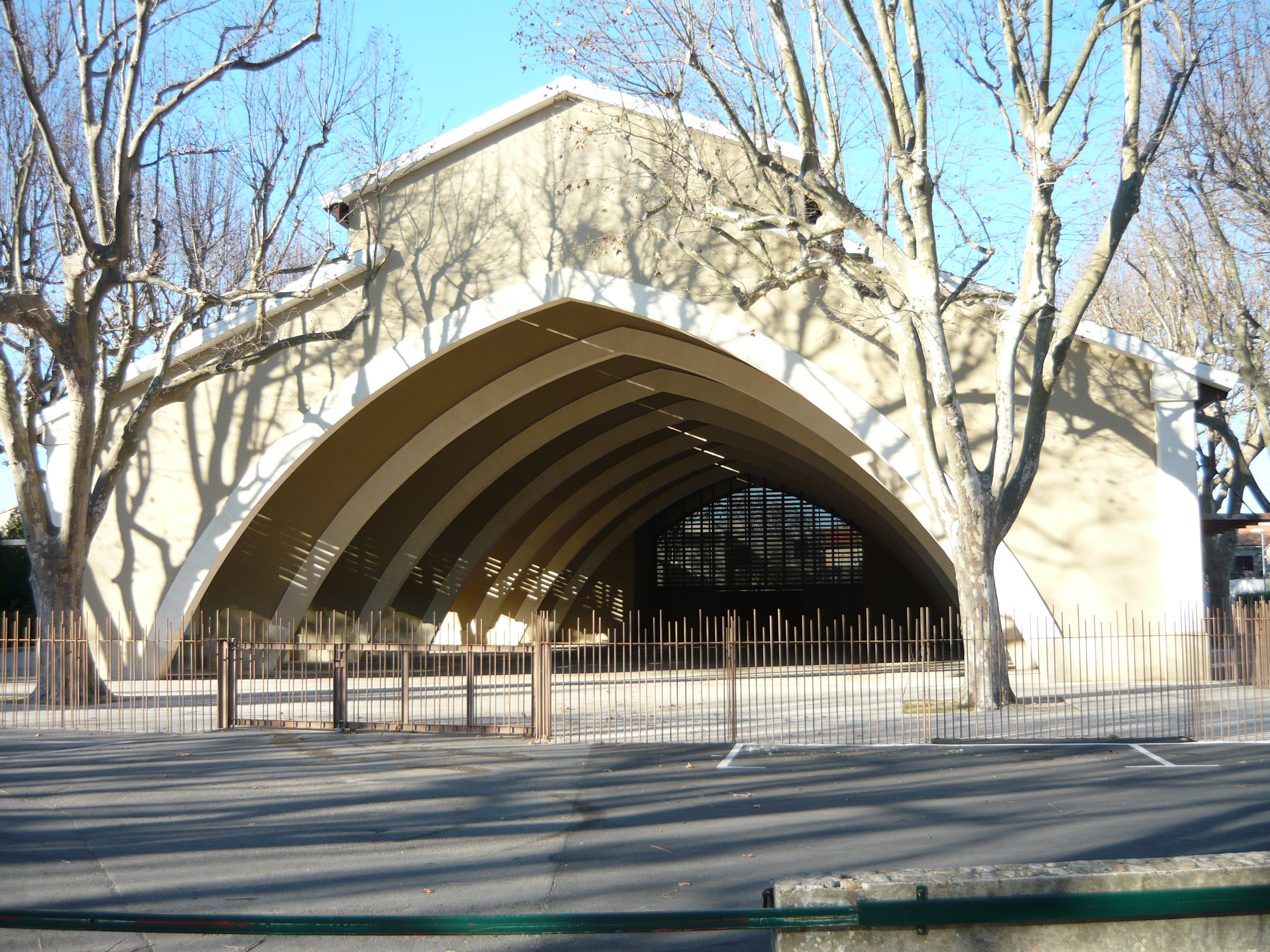
Grande Halle.
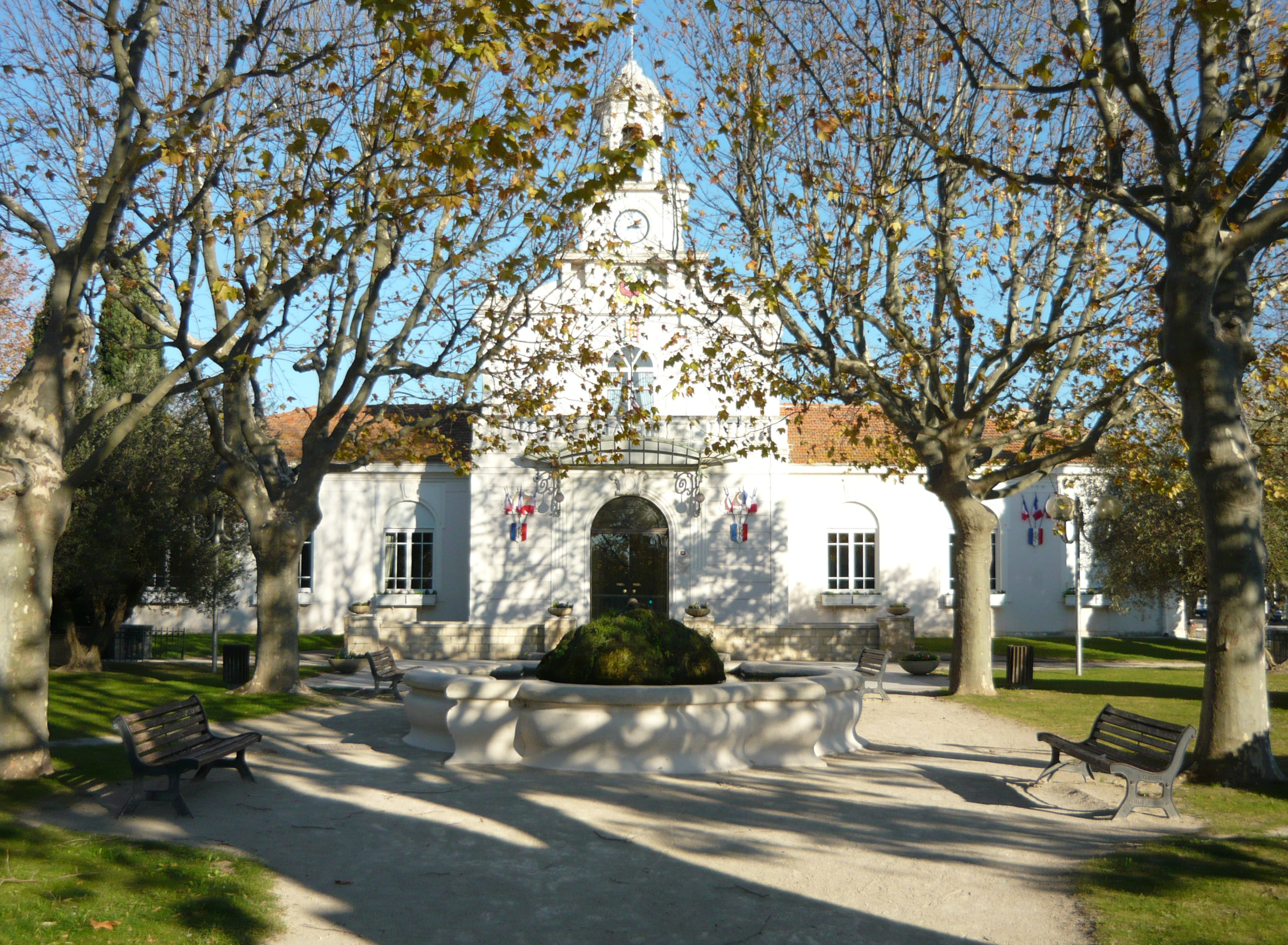
Fontaine moussue devant la mairie.
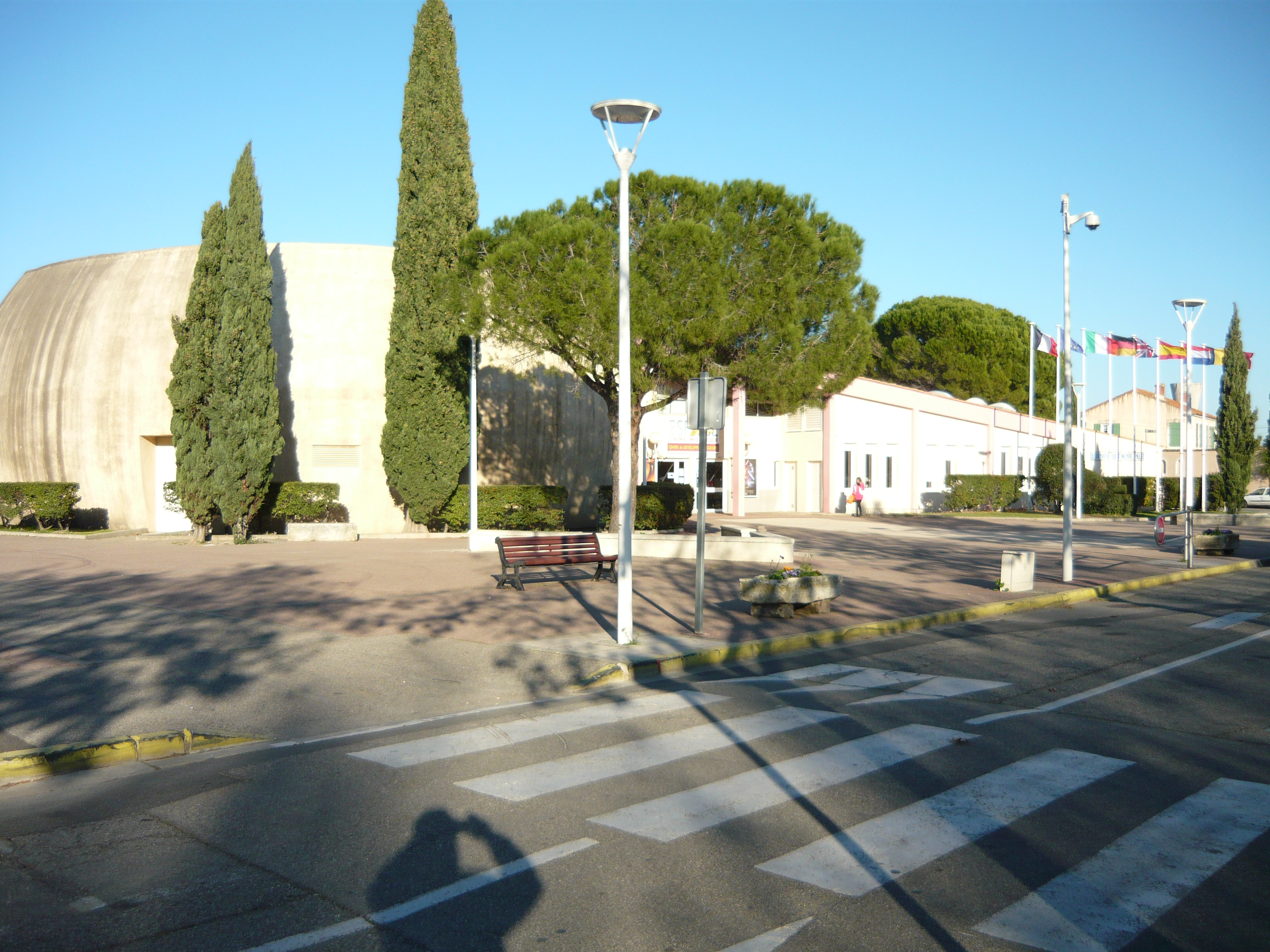
Espace culturel Le Galet.
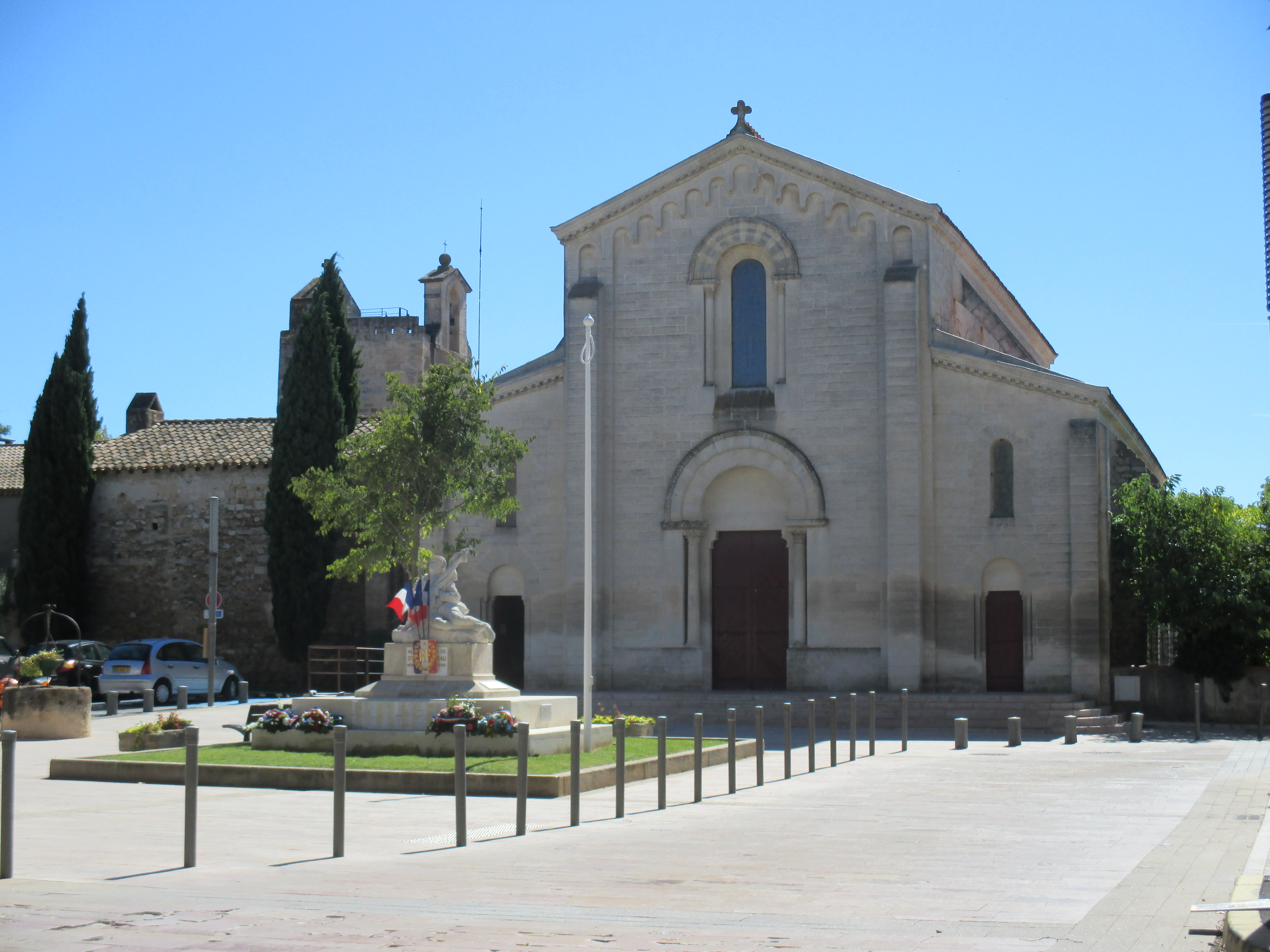
Église Saint-Martin et monument aux morts.